# Biserica de lemn din Calina

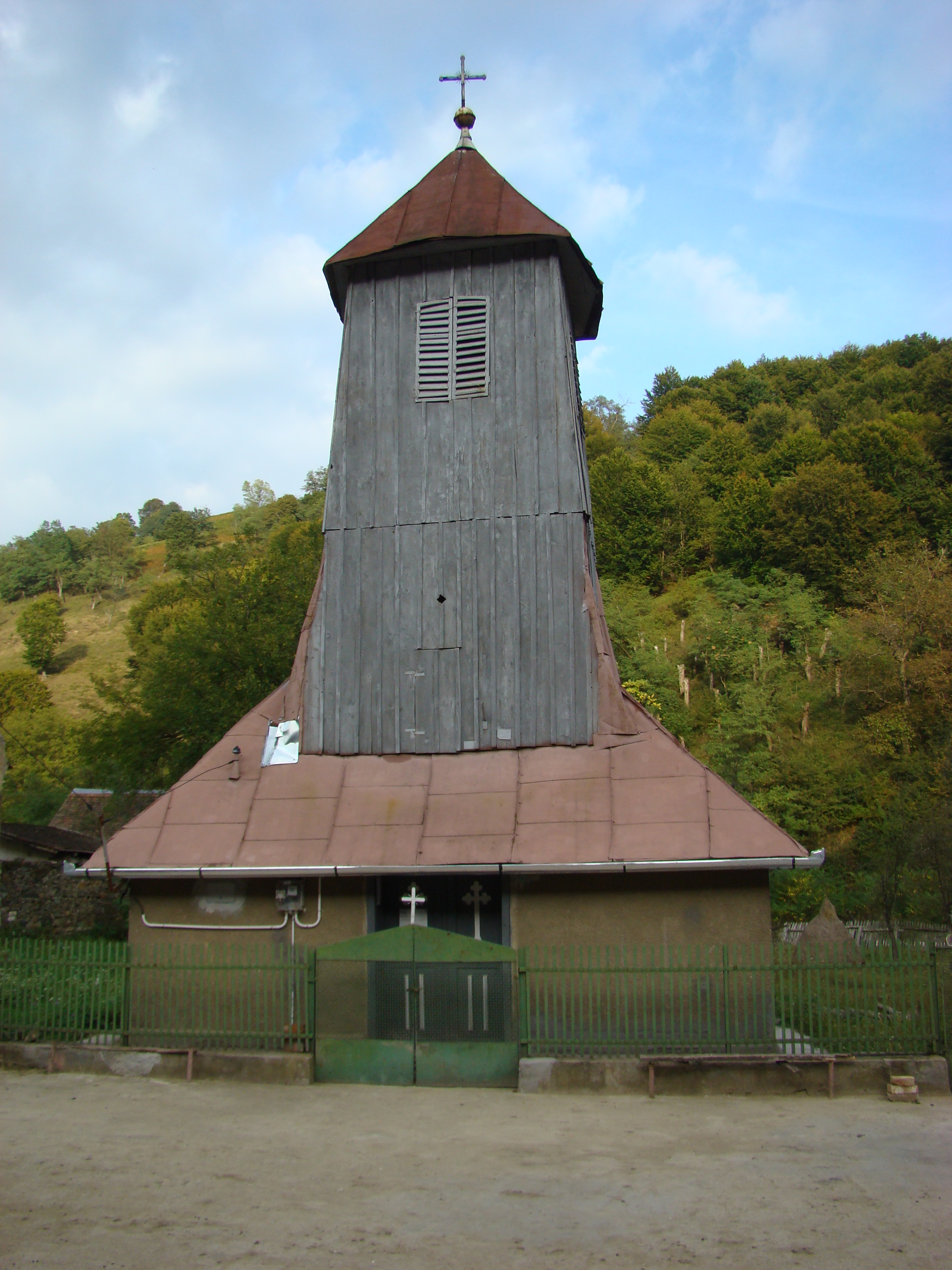
Biserica de lemn „Mântuirea Maicii Domnului” din Calina, comuna Dognecea, județul Caraș-Severin, foto: septembrie 2009.

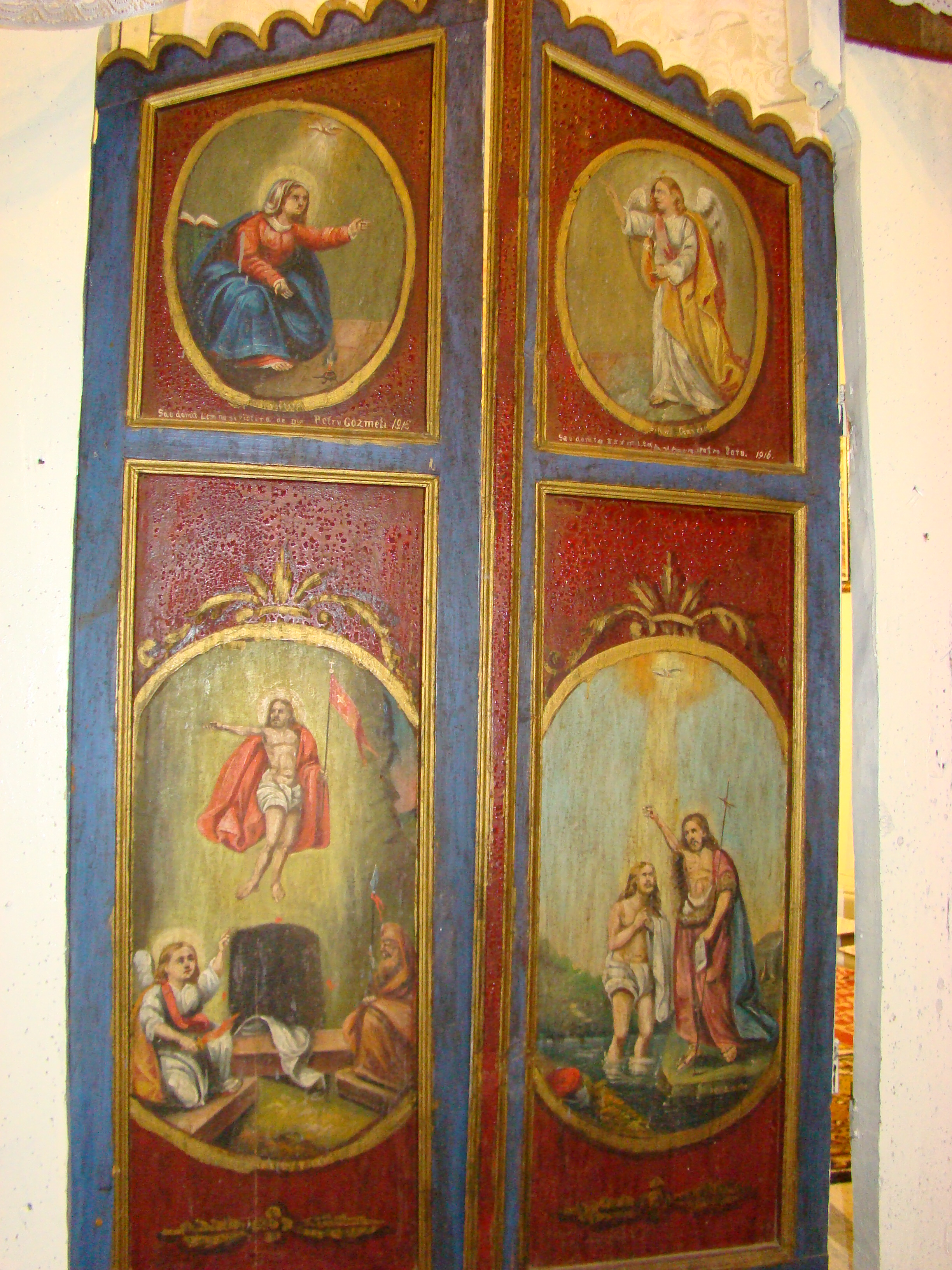
Ușile împărătești

Biserica de lemn din Calina, comuna Dognecea, județul Caraș-Severin a fost construită în anul 1780. Are hramul „Mântuirea Maicii Domnului” și se află pe noua listă a monumentelor istorice sub cod LMI CS-II-m-B-11053.

## Istoric și trăsături
Biserica a fost construită inițial la Ciudanovița. De acolo a fost dusă la Greoni pentru ca, prin 1780, să ajungă la Calina. Oamenii din partea locului nu și-au permis mai mult, ei neocupându-se cu mineritul, ci cu tăiatul lemnelor și cu creșterea animalelor. Lemnele le vindeau la Cacova. A existat în biserică și o colecție de cărți scrise cu chirilice, dar se zice că au ajuns în străinătate. Chivotul datează din 1892, fiind pictat de pictorul N. Hașcă și donat de familia Tudor Drugărin. Evanghelia a fost tipărită în 1929. Icoanele de pe iconostas au fost pictate de Mihai Mustață, un pictor profesionist născut chiar la Calina. Pe scaunele împărătești, plăcuțe metalice cu nume precum Vuc, Boru, Putnic, Trifu, Mustață. Din cele trei clopote funcționează două. 
Sistemul constructiv folosit pentru edificarea bisericii, întâlnit și la alte biserici bănățene este cunoscut sub numele de „Fachwerk” (sistemul în paiantă sau în grai popular sistemul „în căței”). Sistemul „în căței” derivă din sistemul Blockbau, doar că, spre deosebire de acesta din urmă, se intercalează de-a lungul peretelui stâlpi verticali denumiți căței sau stobori (denumire utilizată în câmpia bănățeană). Cățeii se fixează jos în talpă și sus în cunună prin „limbi” (sau „mucuri”) croite cu securea; ei sunt prevăzuți cu șănțulețe laterale făcute cu dalta în care se introduceau capetele bârnelor orizontale care acum erau mult mai scurte. Bisericile construite după acest sistem aveau pereții exteriori acoperiți cu lipituri de pământ amestecat cu pleavă si paie tocate, rezolvându-se astfel una dintre deficiențele bisericilor de lemn, și anume cea a frigului în sezonul rece; acest procedeu constructiv a permis mărirea considerabilă a spațiului interior al bisericilor. Acest sistem de construcție a fost inventat din nevoia de a economisi lemnul. Sistemul „în căței” a fost adoptat în Banat probabil pe la începutul secolului al XVIII-lea atunci când lemnul de construcție a devenit din ce în ce mai rar și mai scump. În bisericile de lemn din Banatul montan se păstrează un număr considerabil de icoane
pictate pe sticlă; suportul picturii – sticla – era furnizat de către cele două manufacturi de
prelucrare a sticlei ("glăjării") de la Tomești (așezare situată pe valea Begheiului, jud. Timiș) și
cea de la Calina (jud. Caraș – Severin), care funcționau la începutul secolului al XVIII-lea. În biserica din Calina se păstrează și câteva icoane pictate pe tablă.

## Imagini din exterior

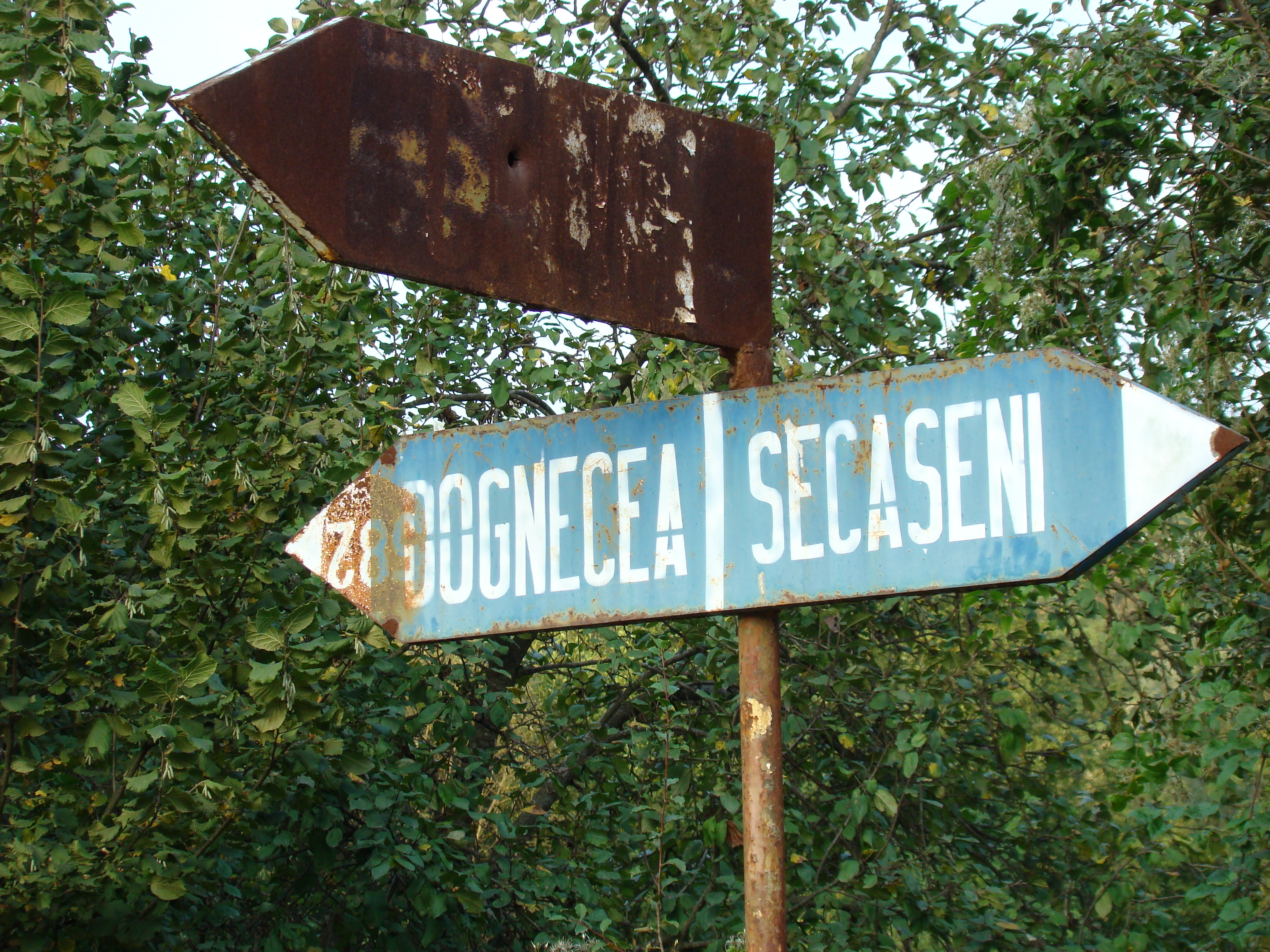
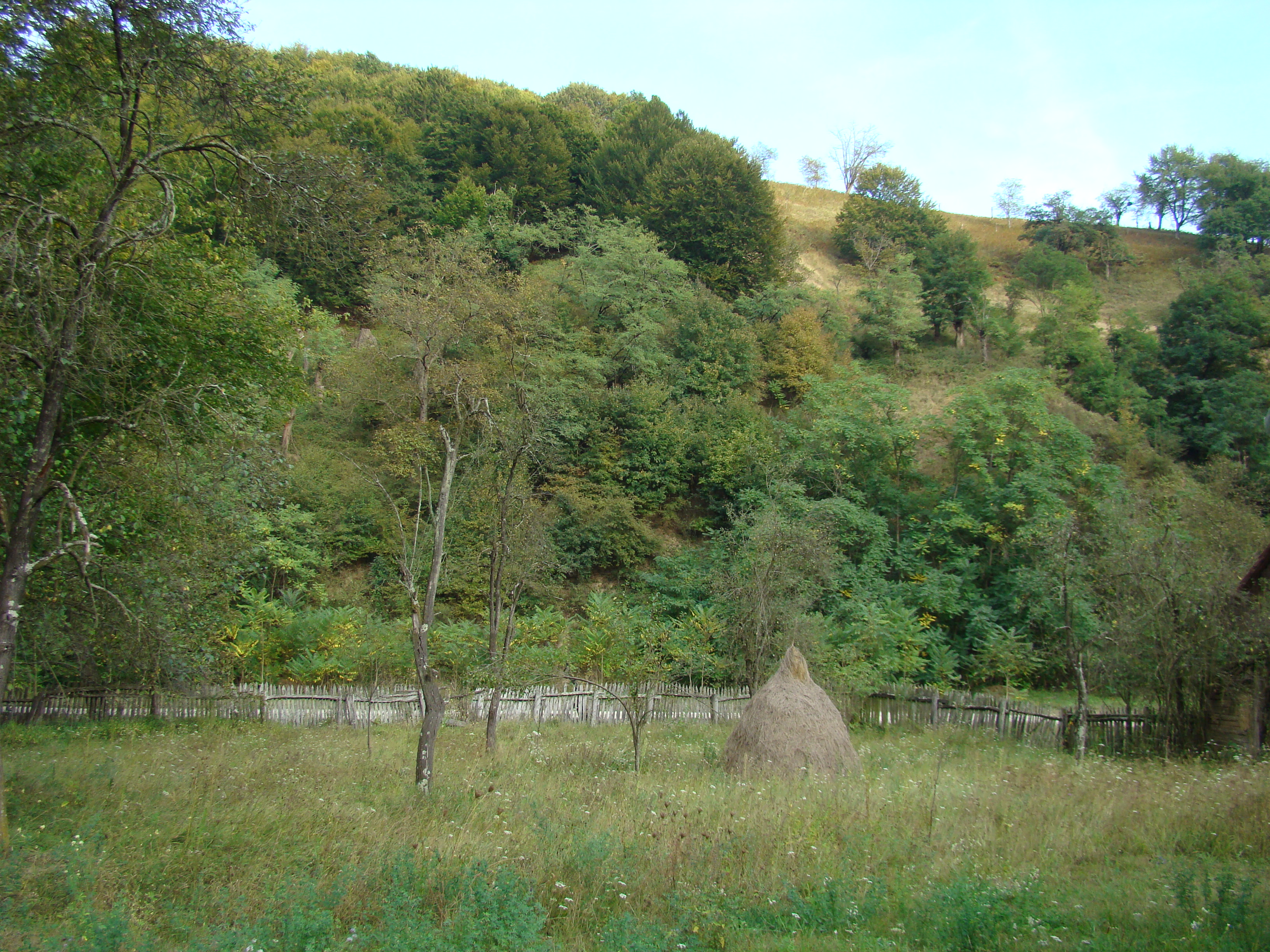
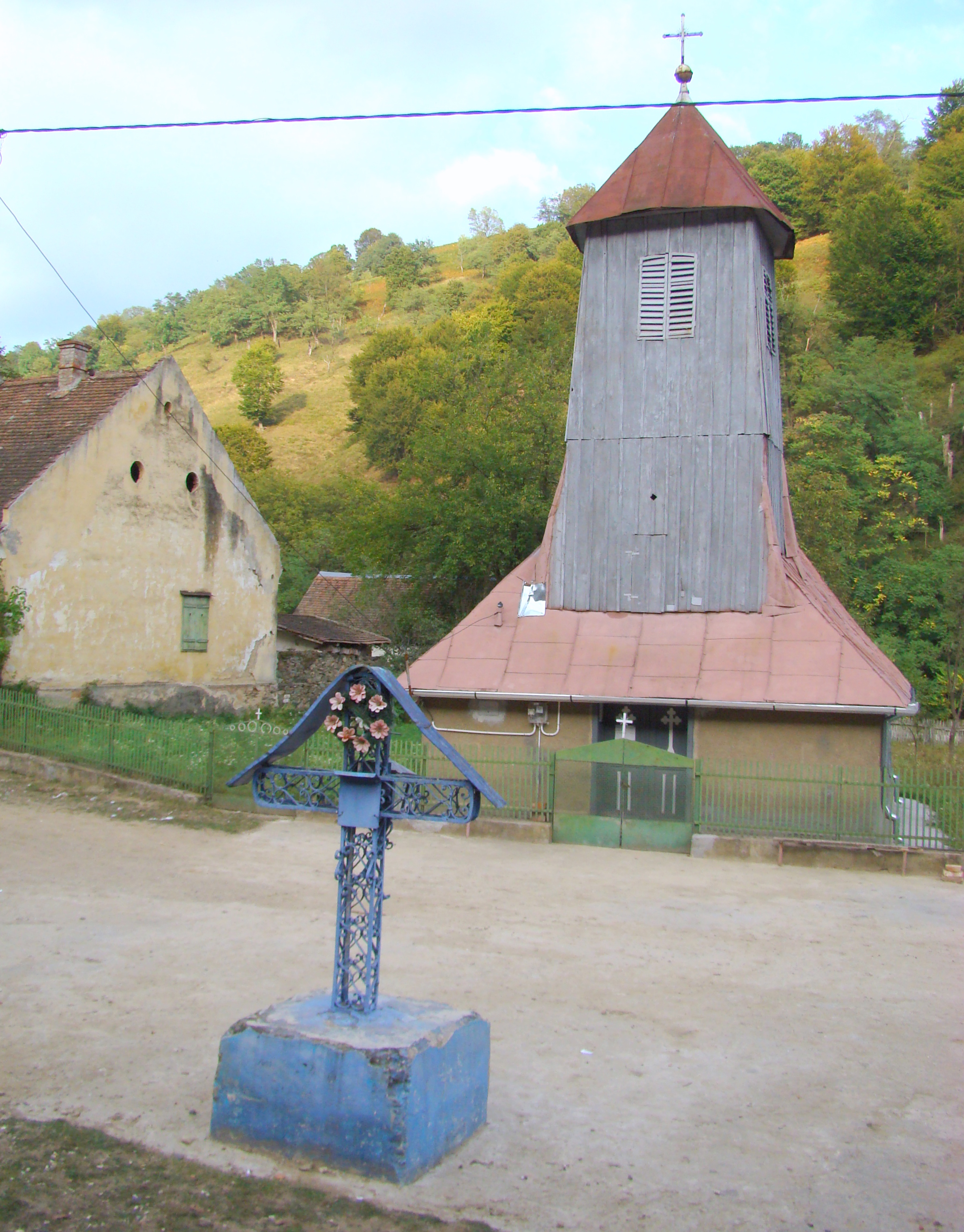
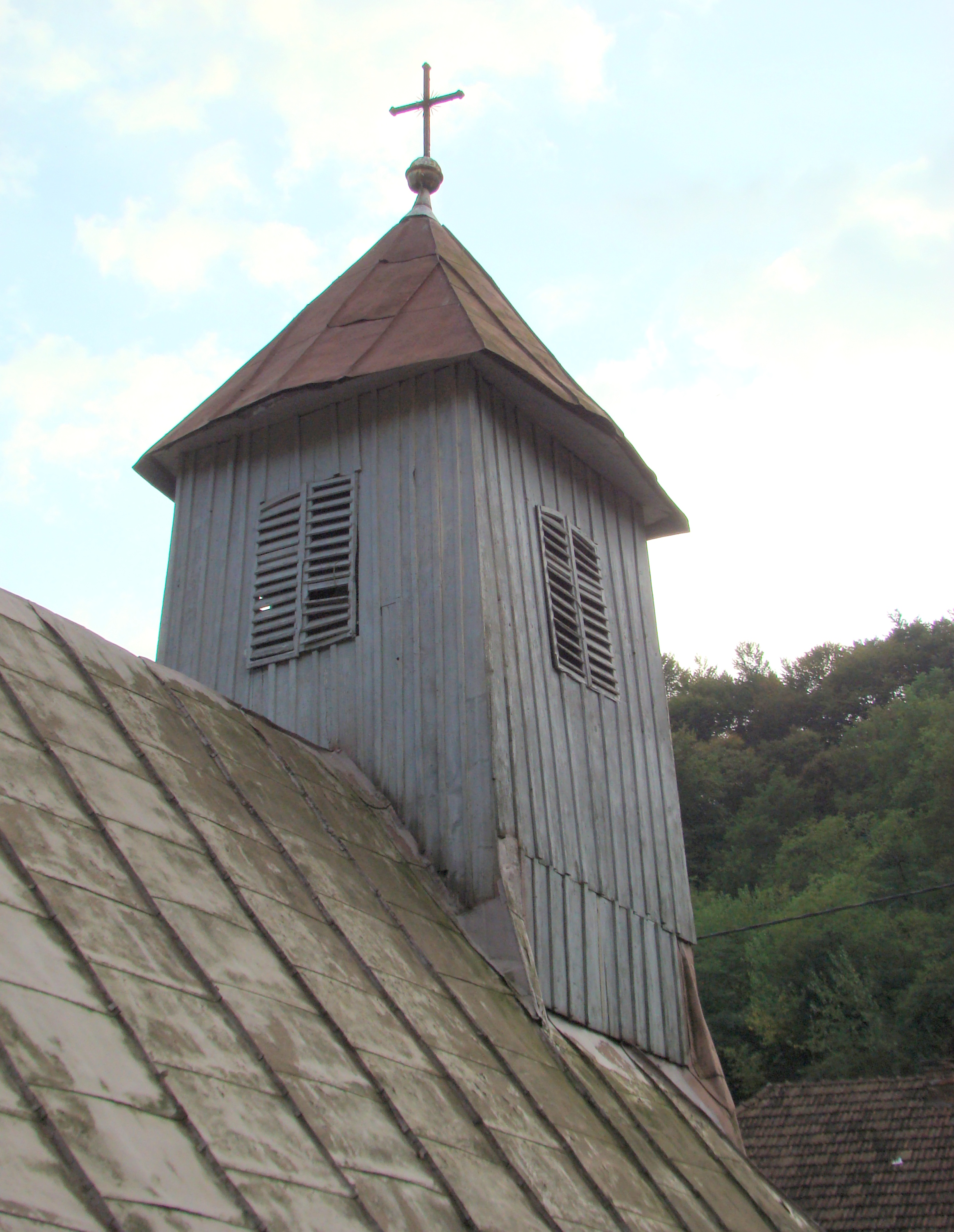
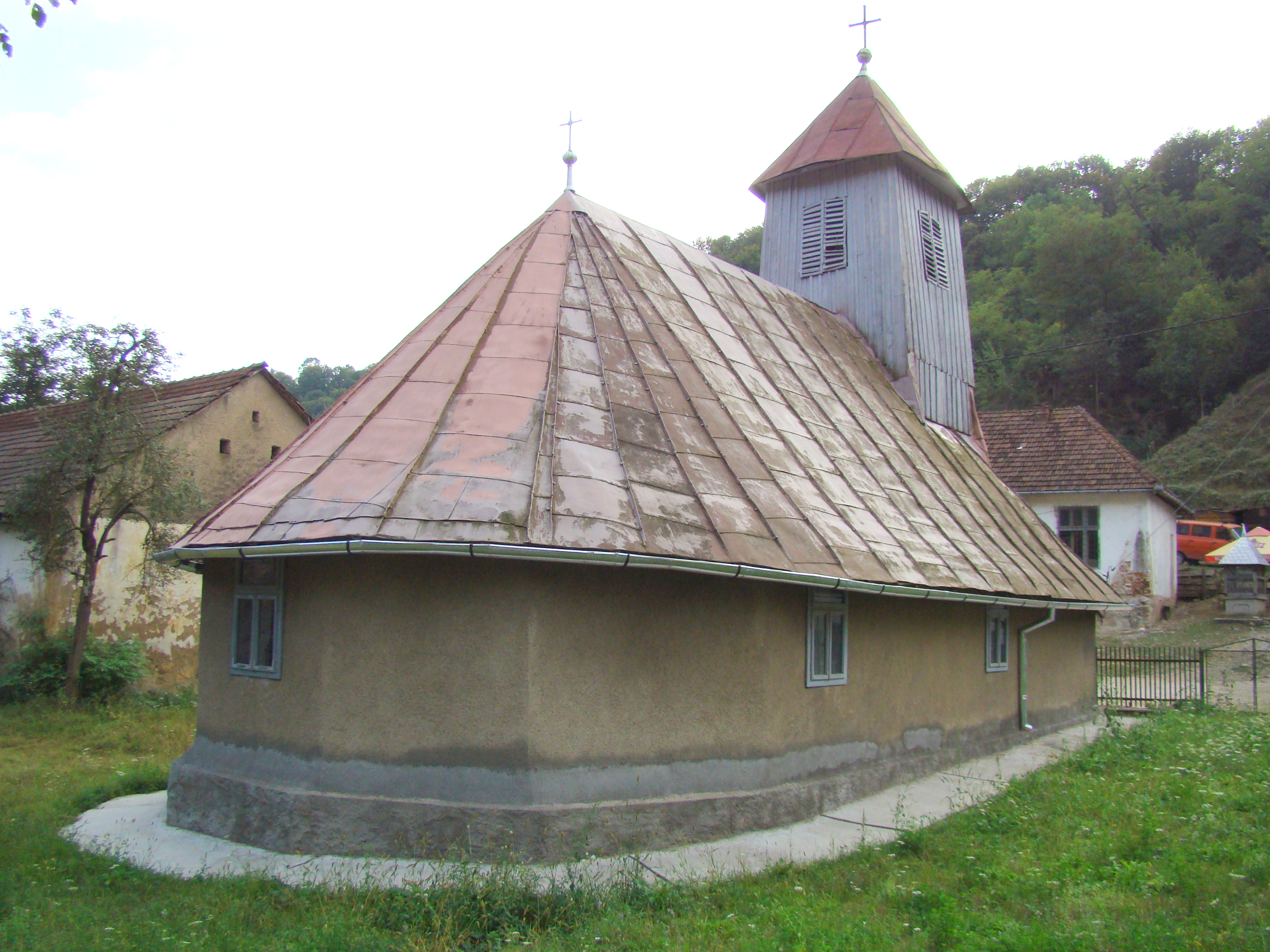
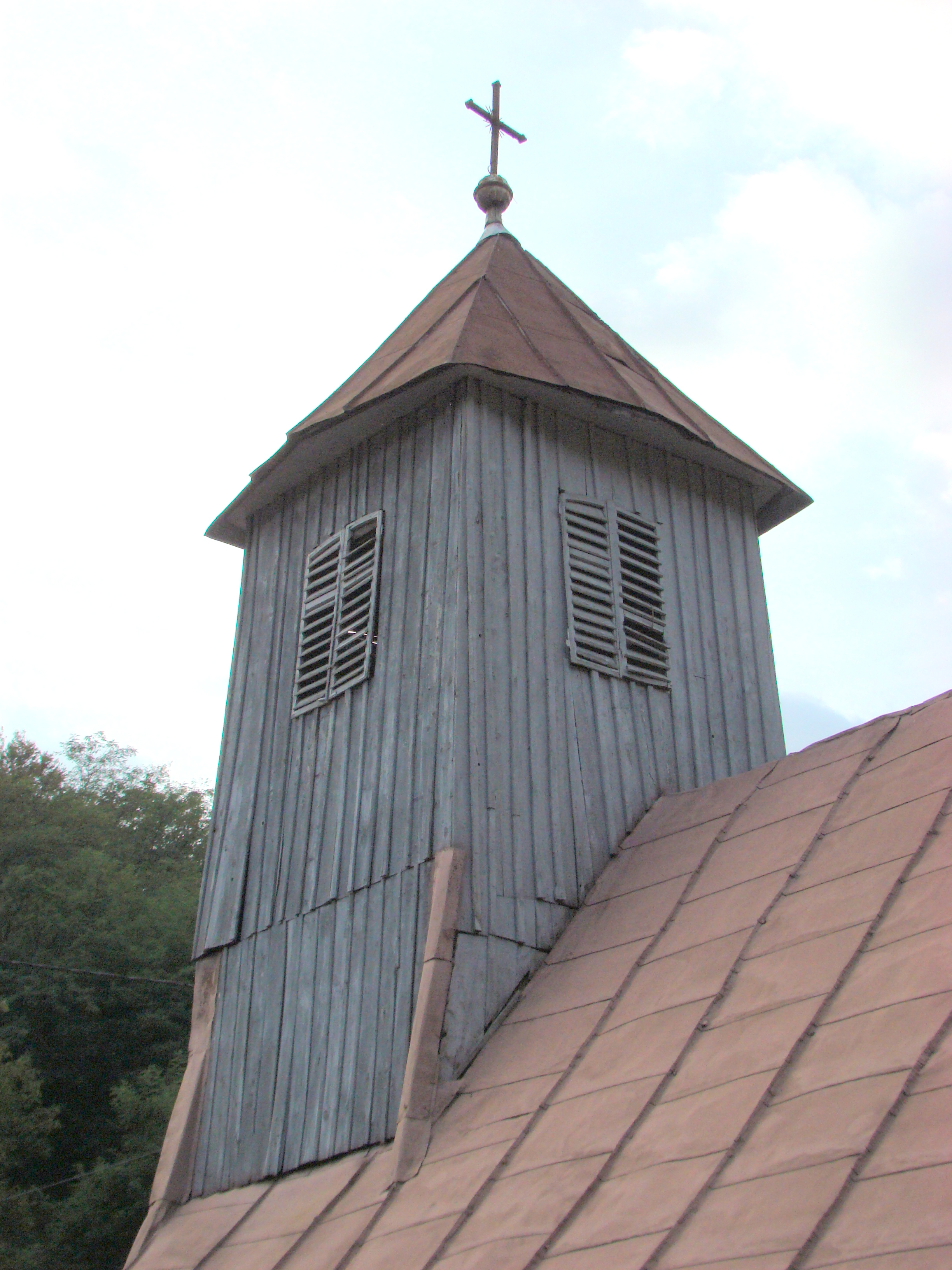
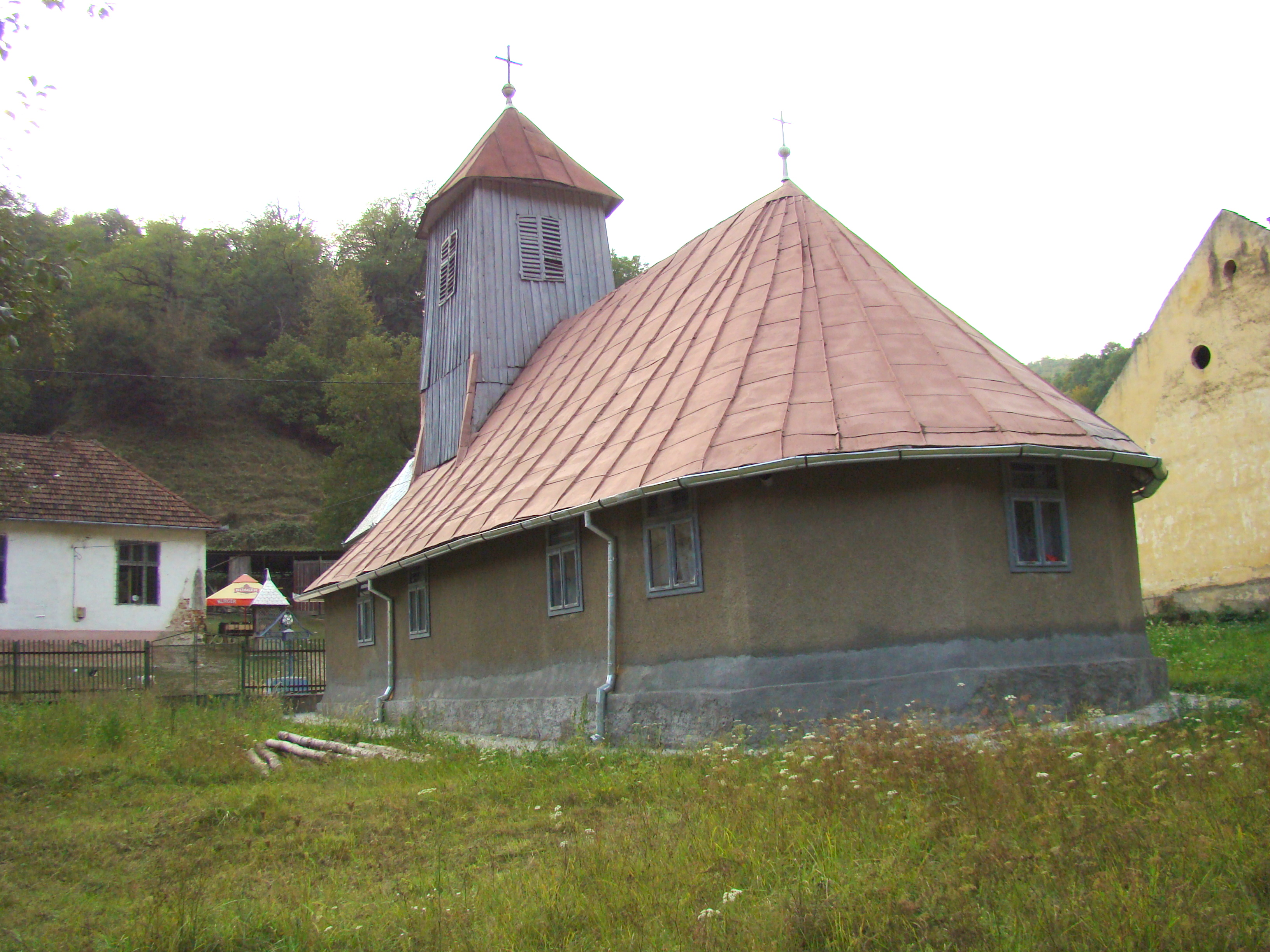
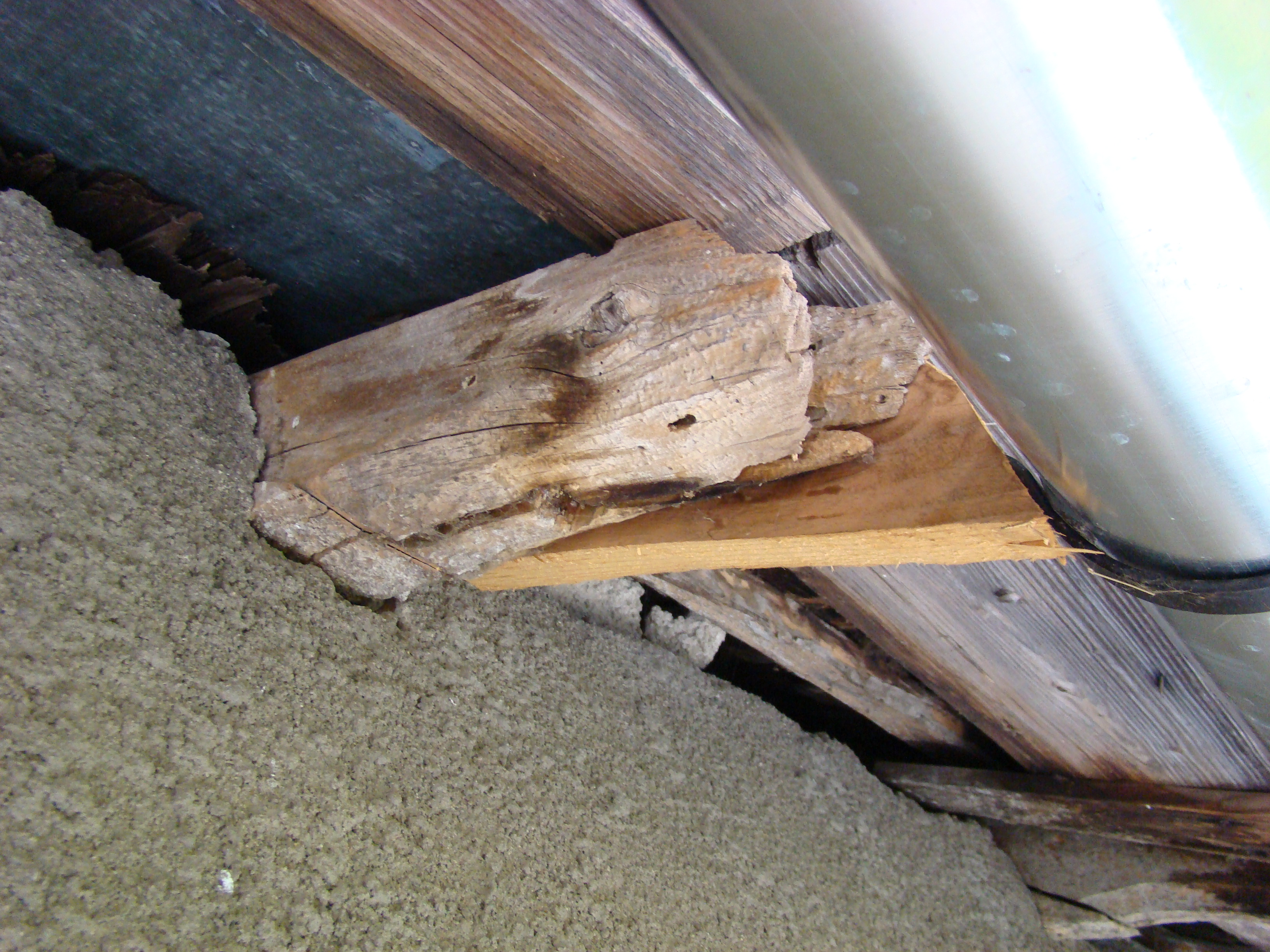
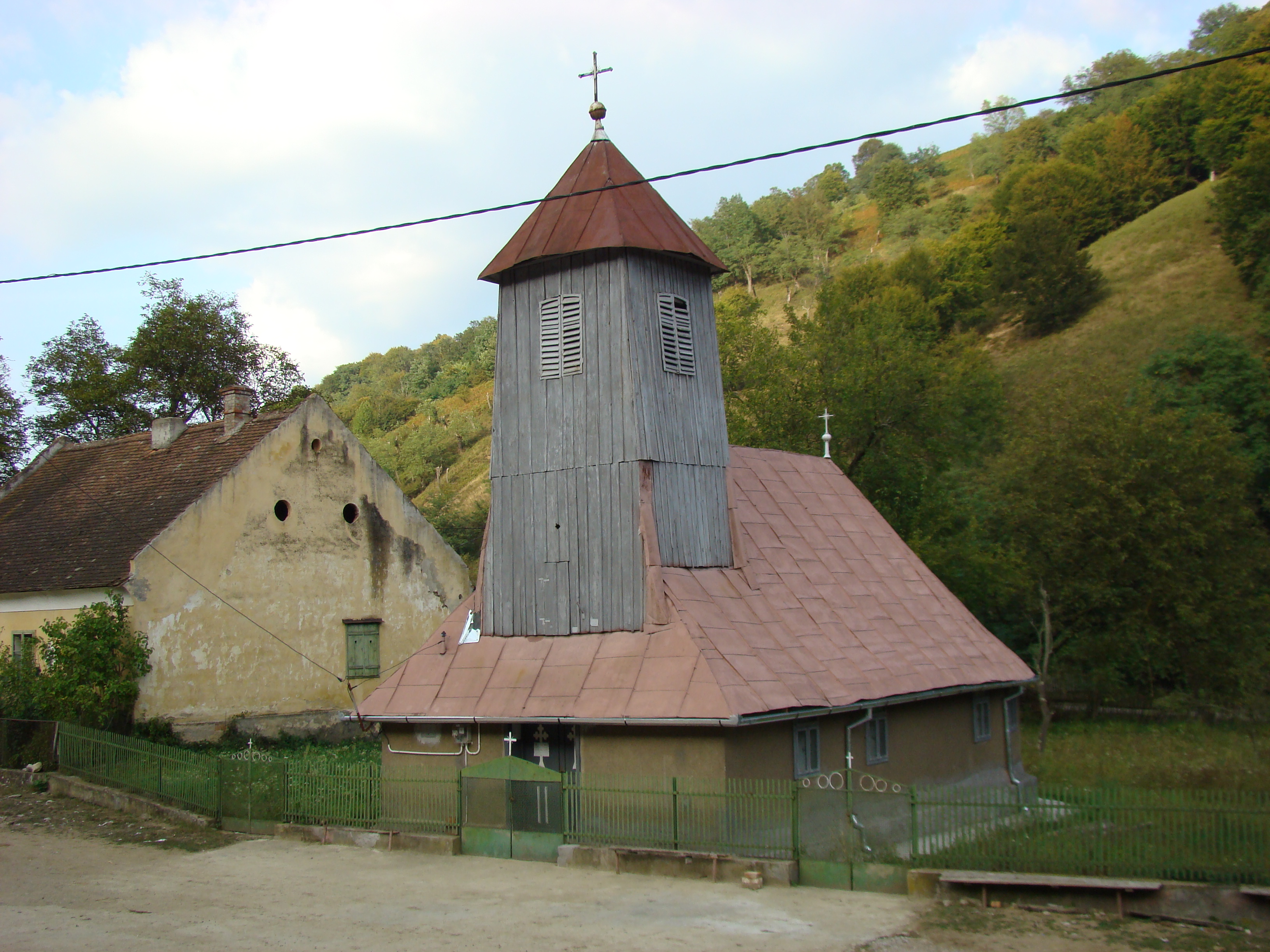
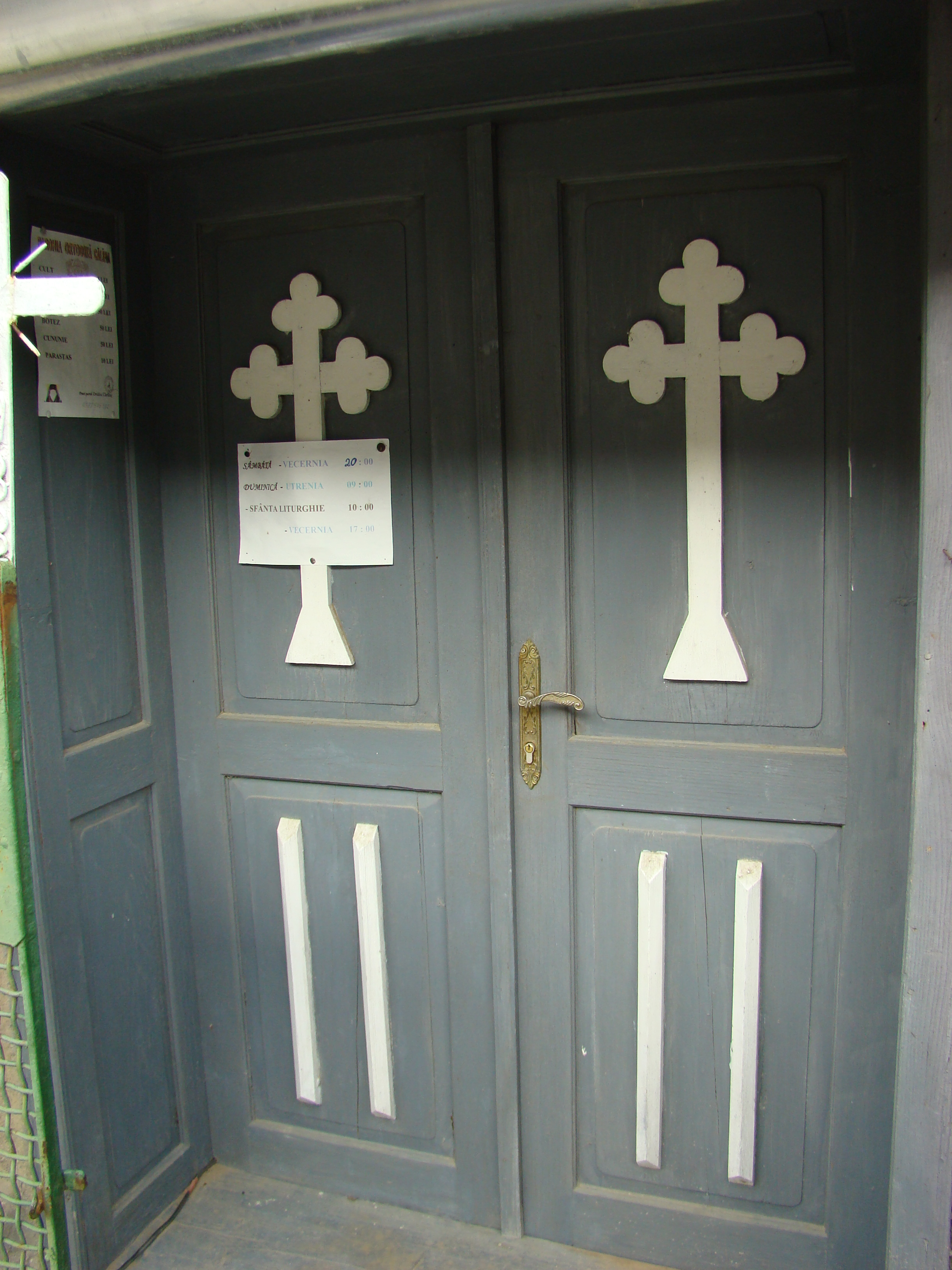
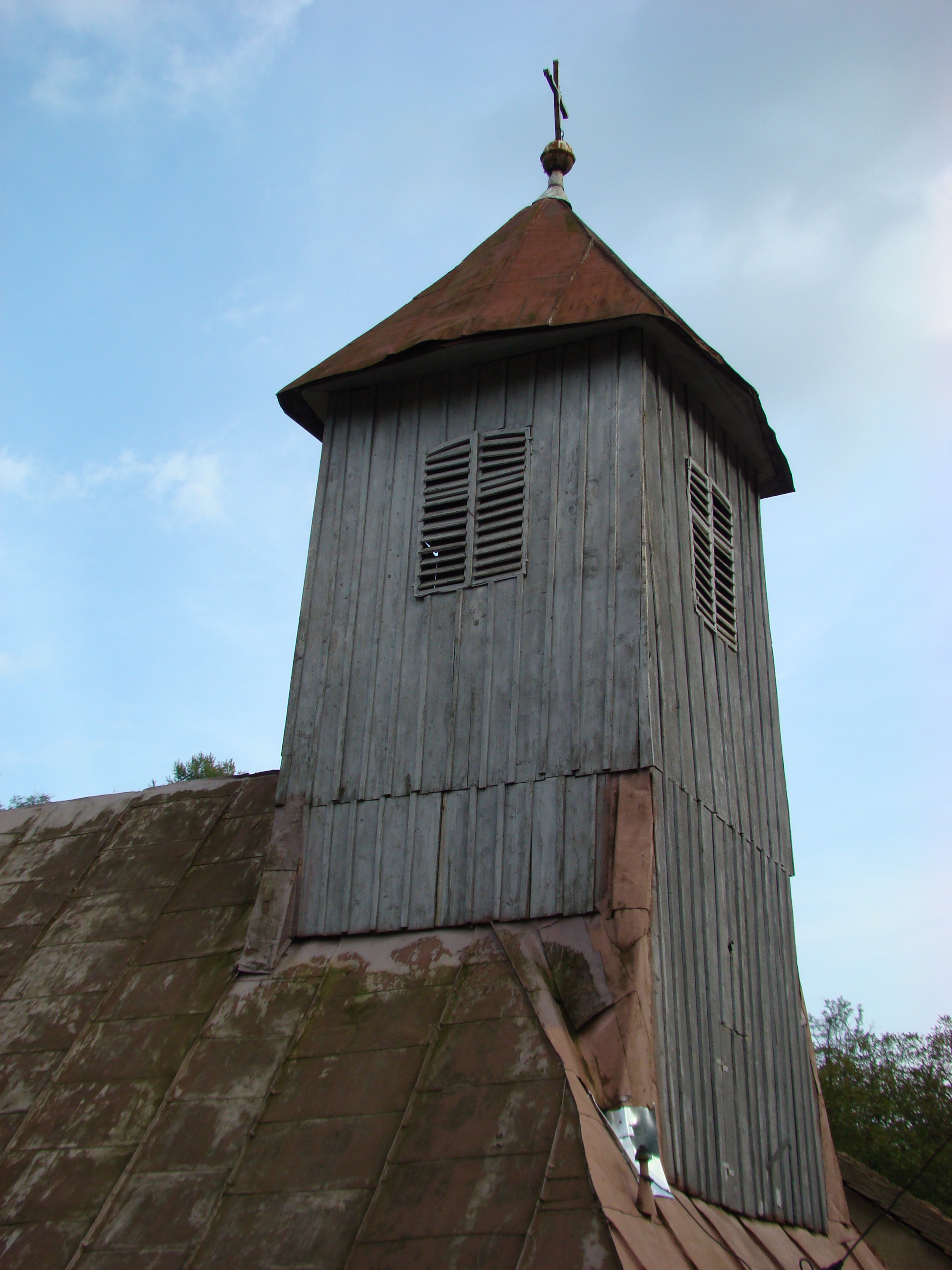
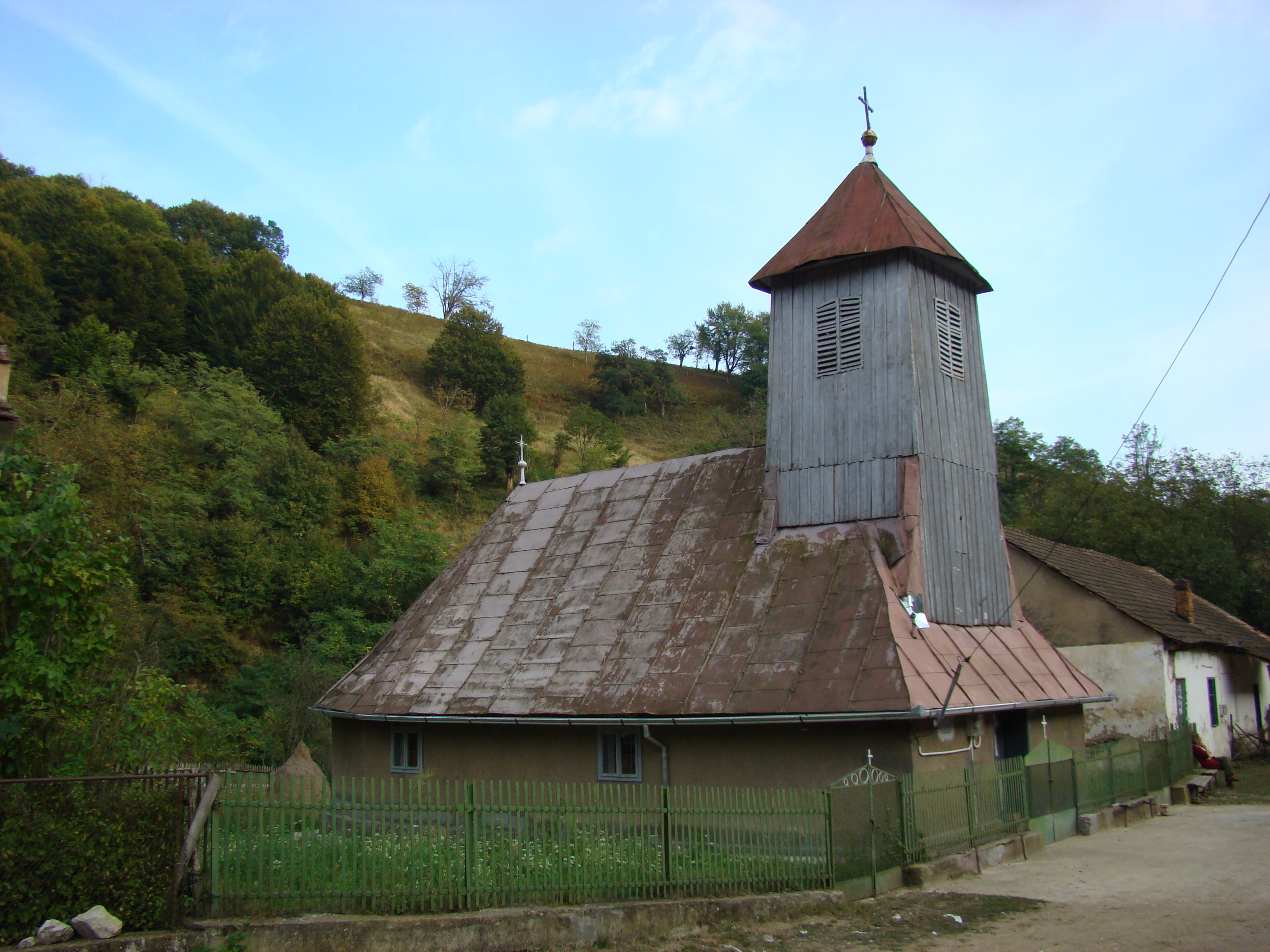
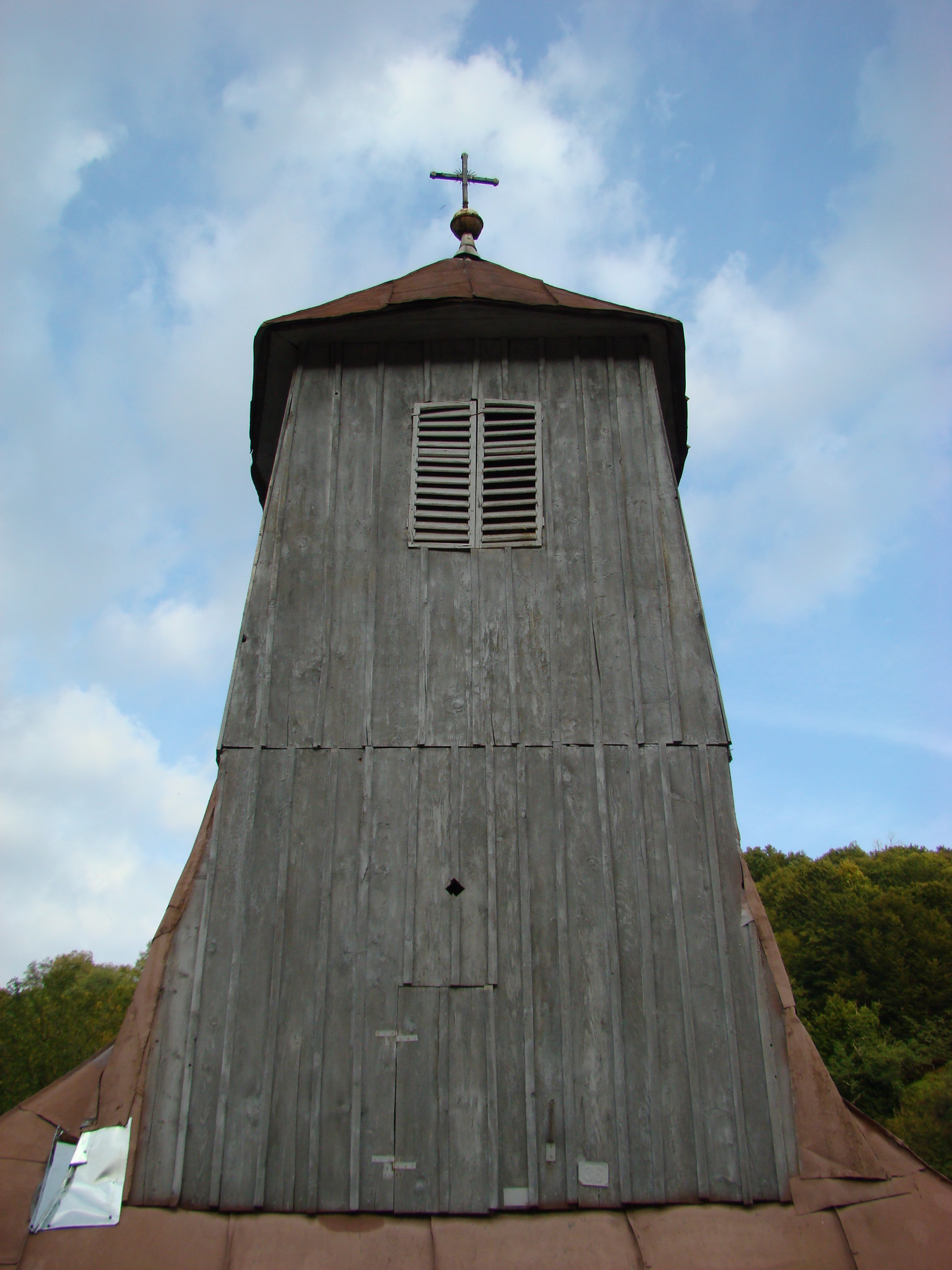

## Imagini din interior

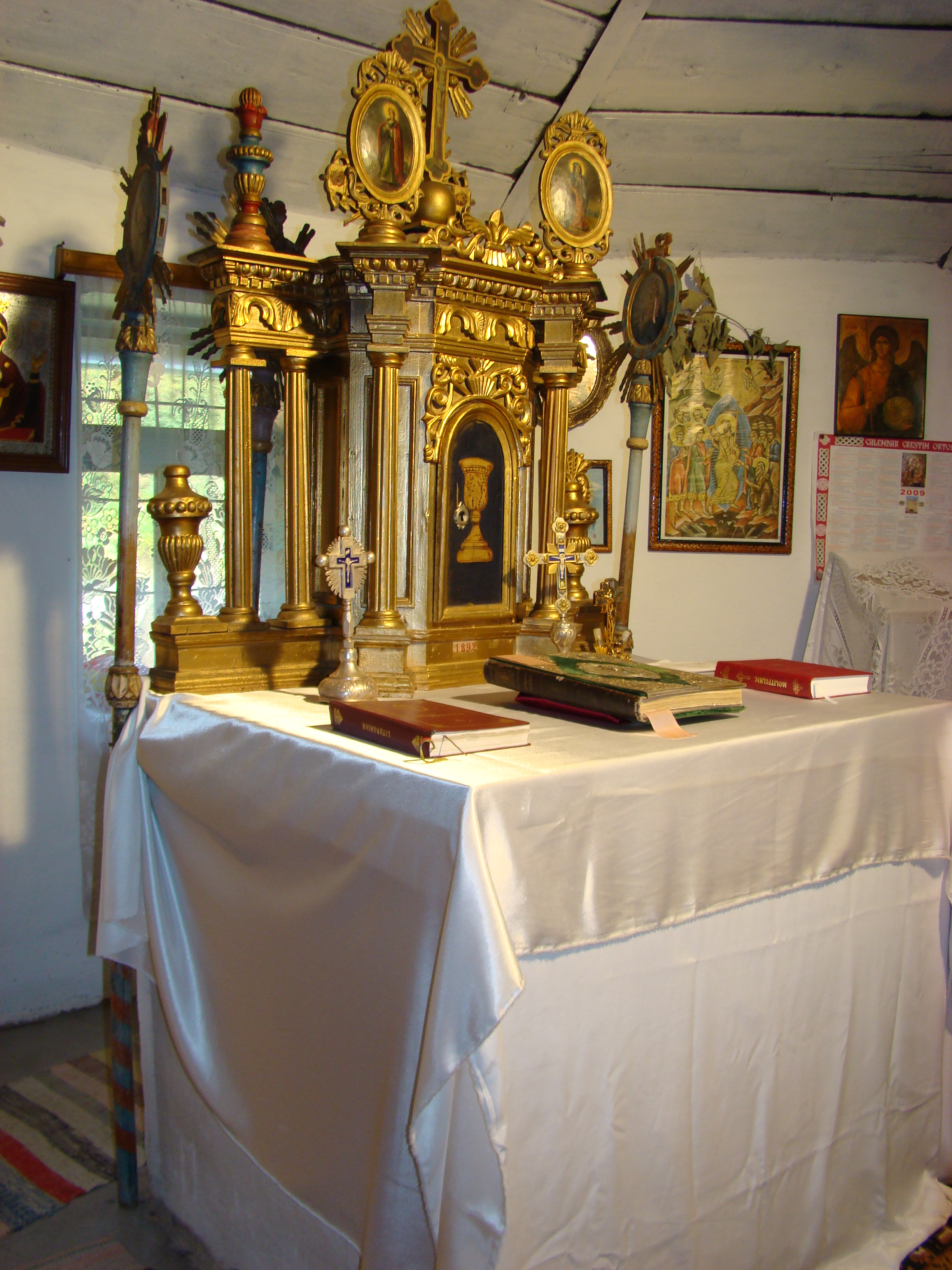
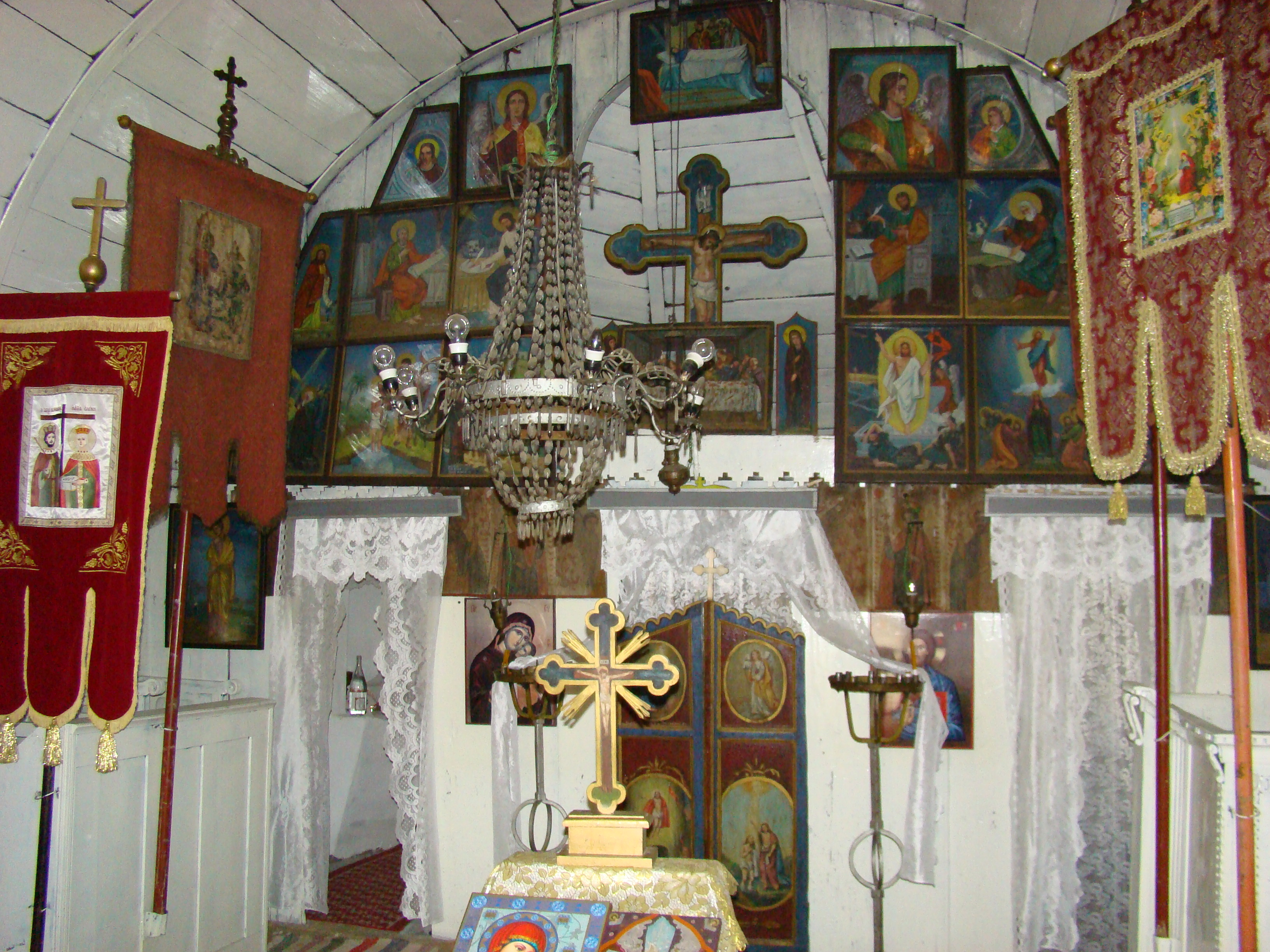
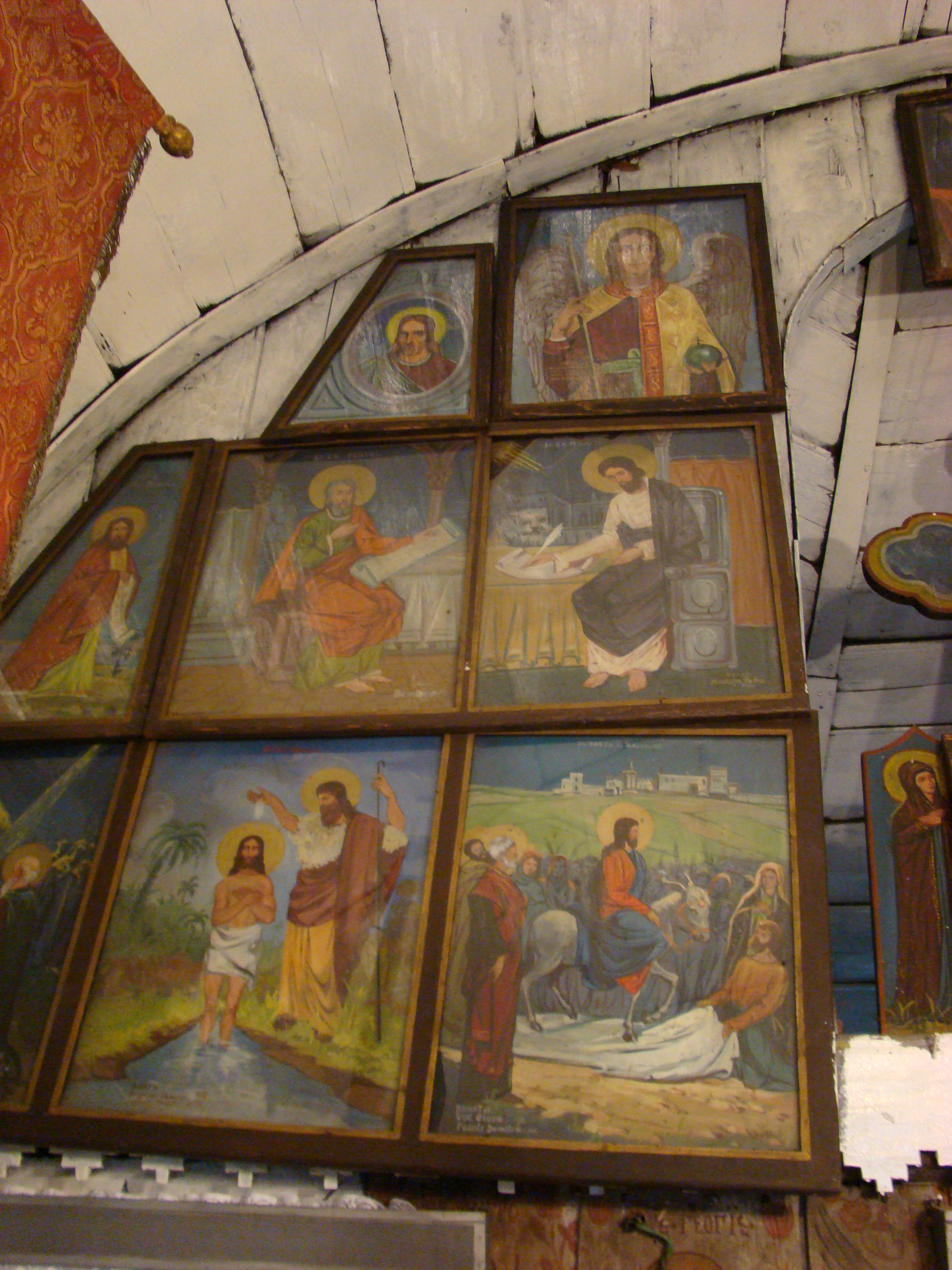
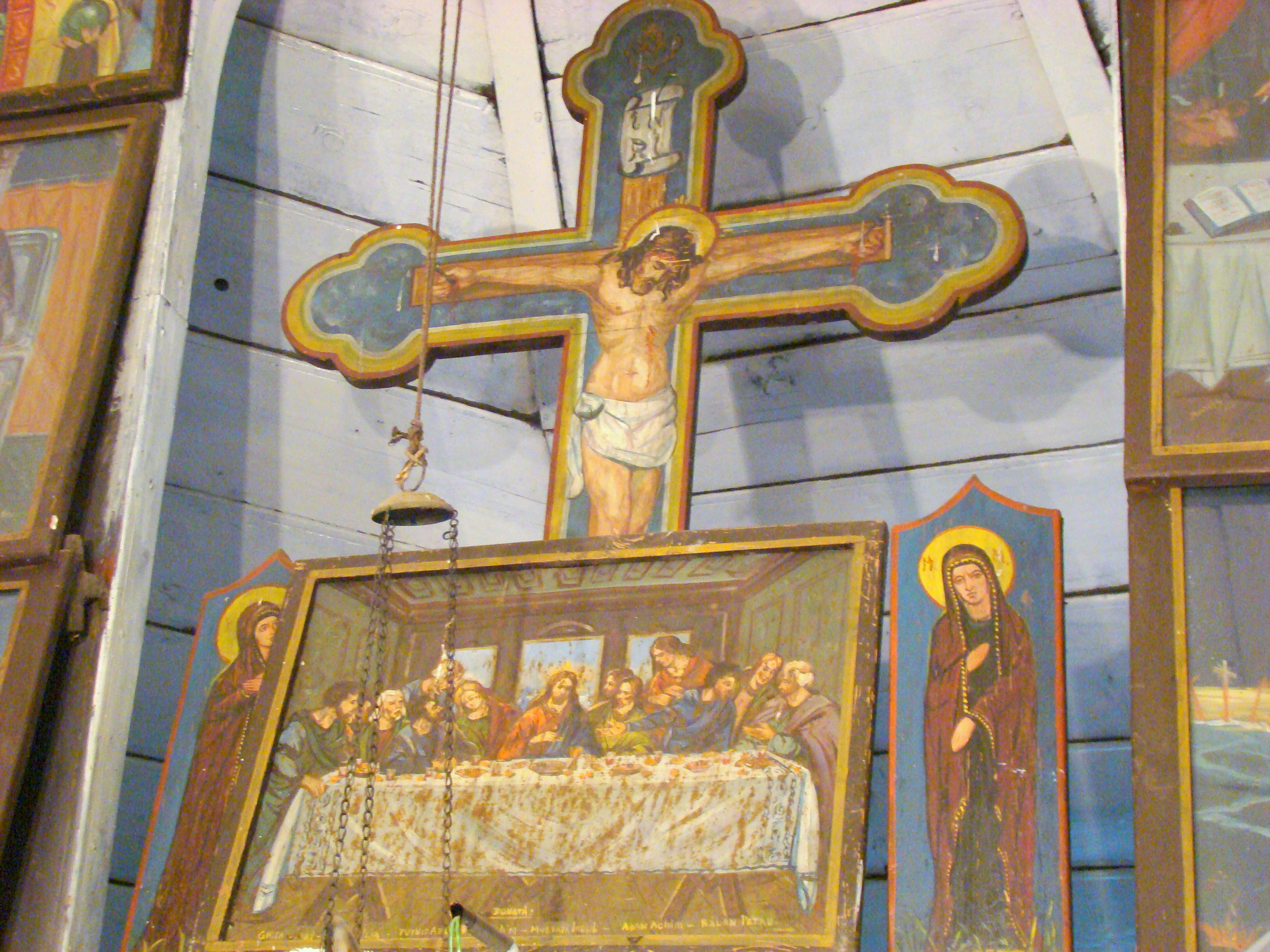
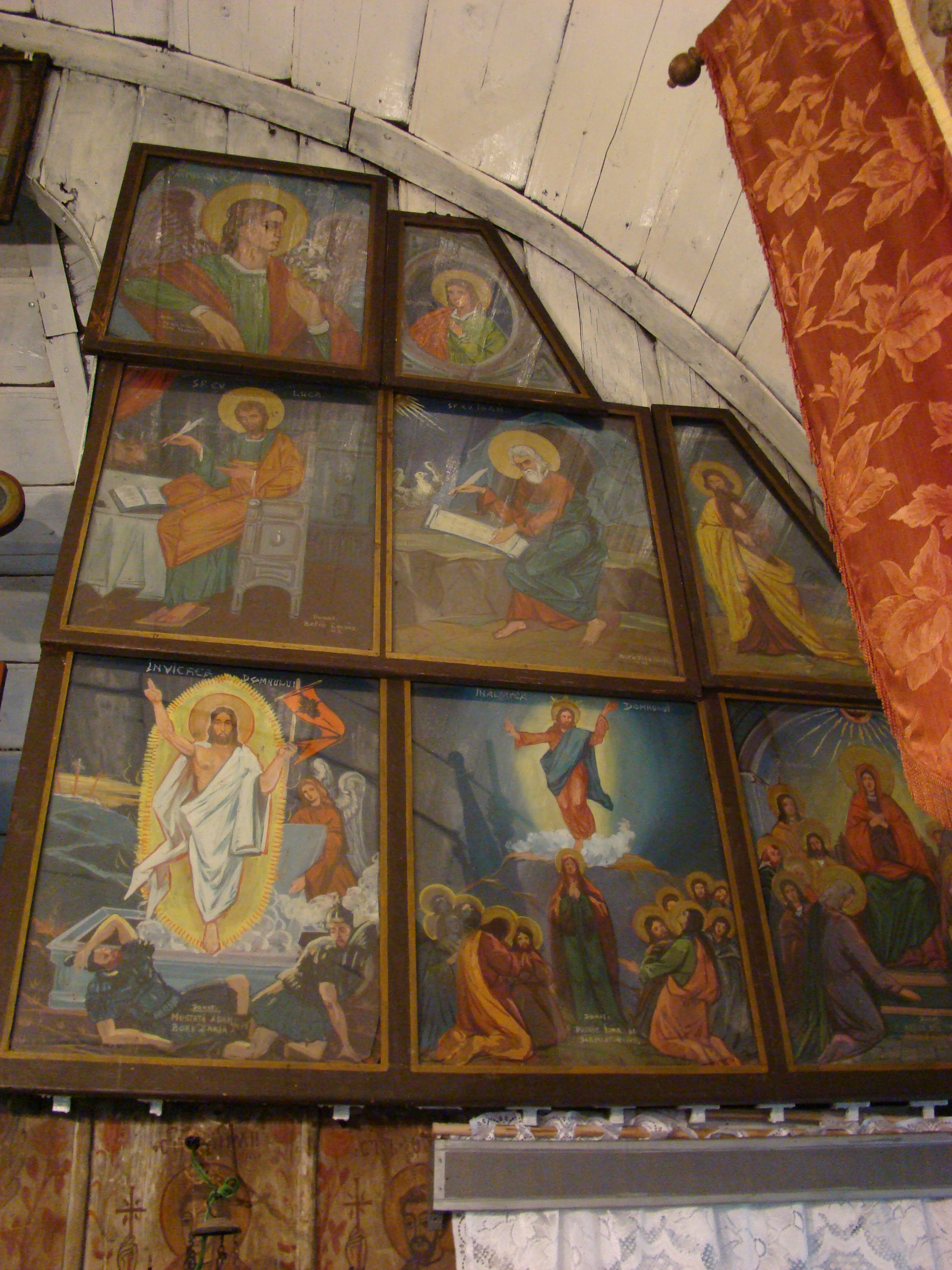
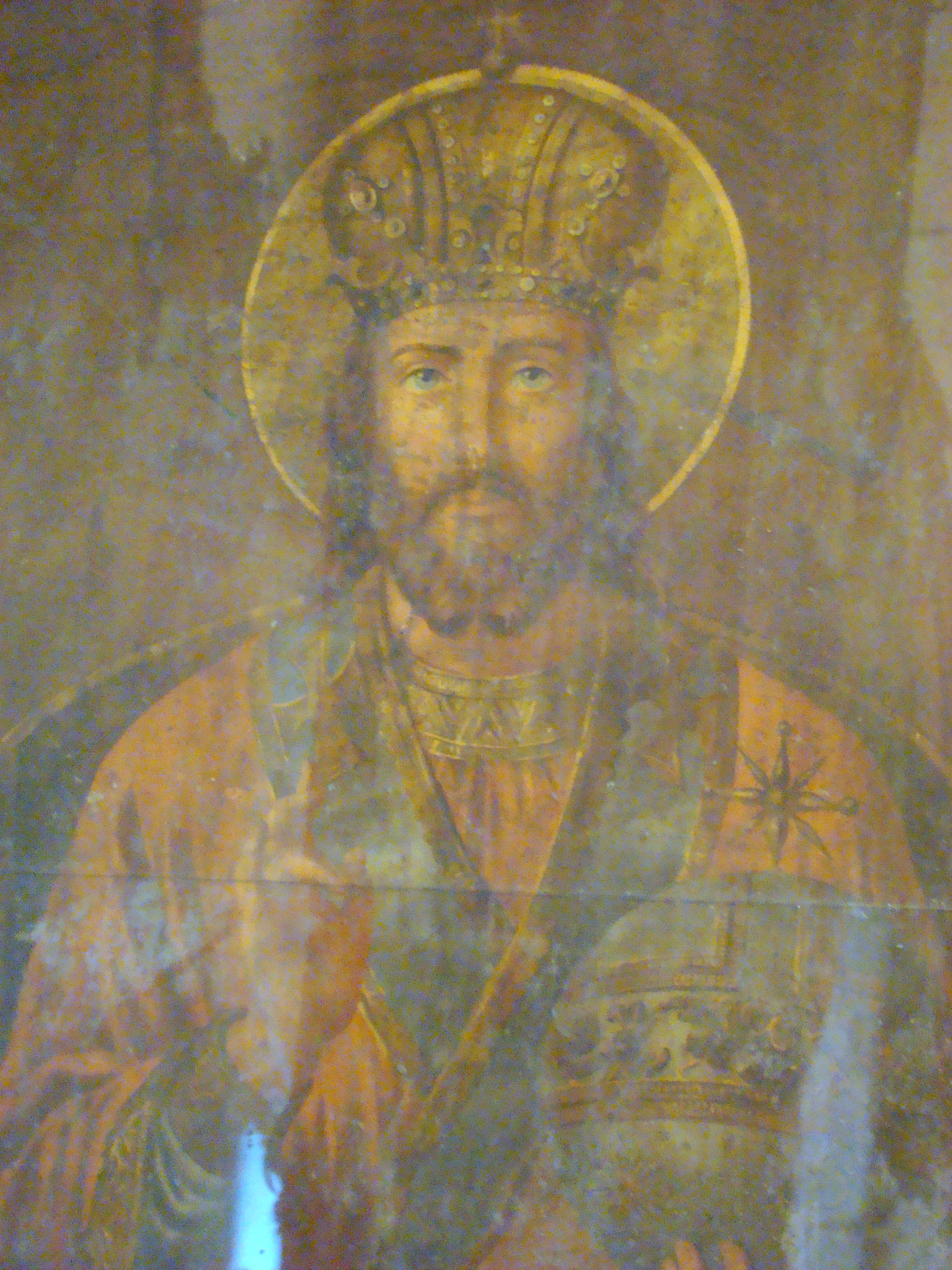
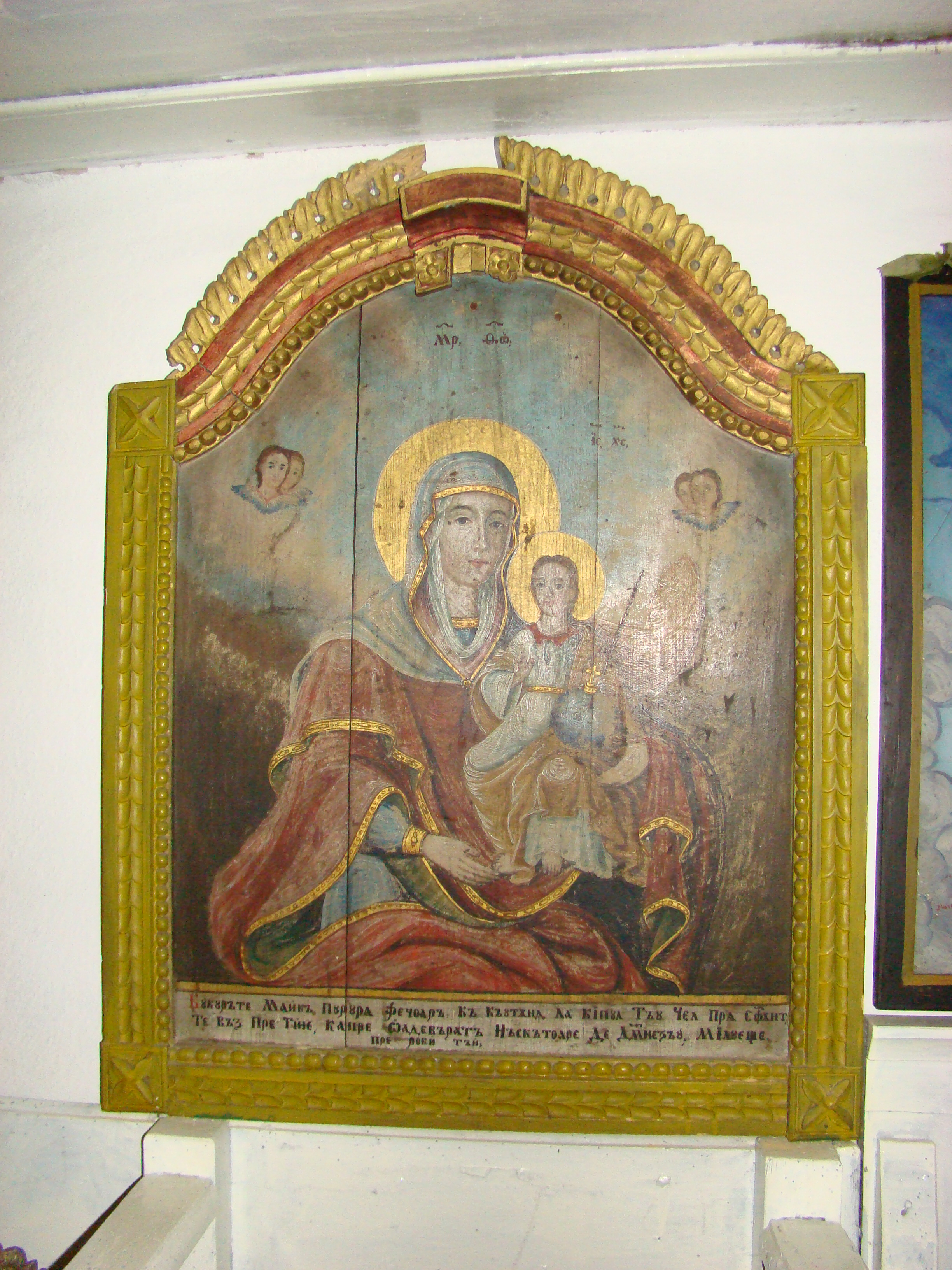
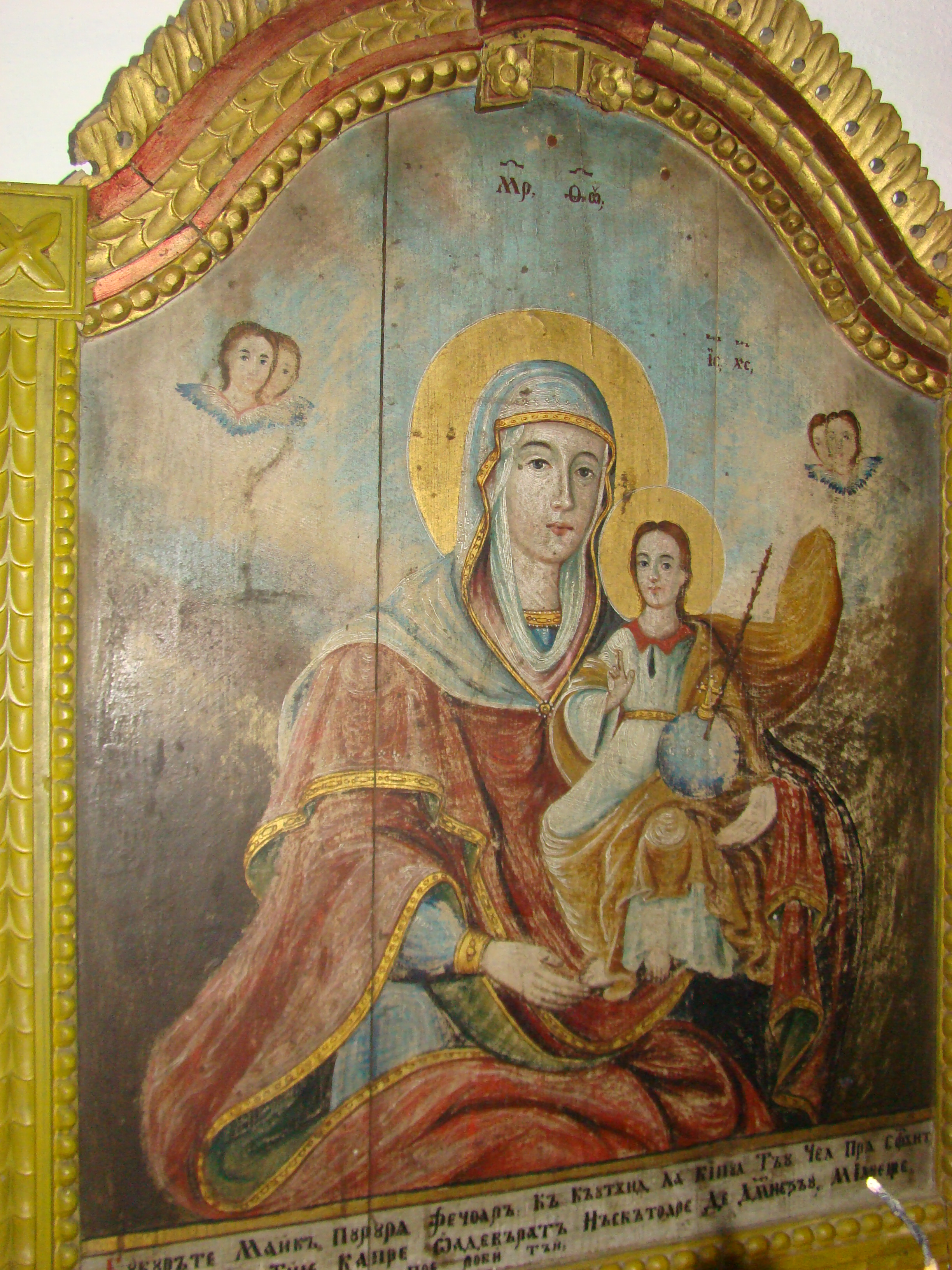
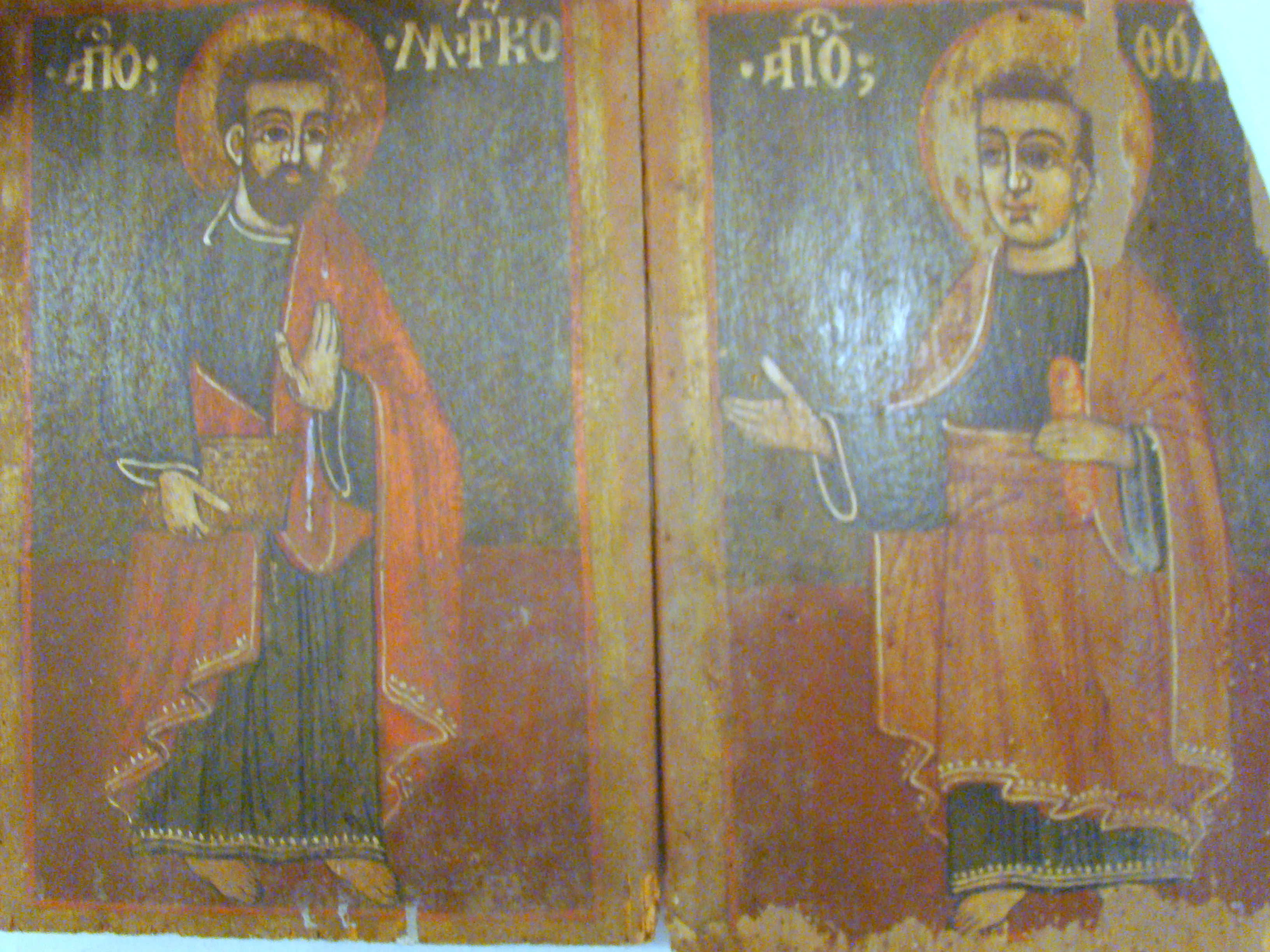
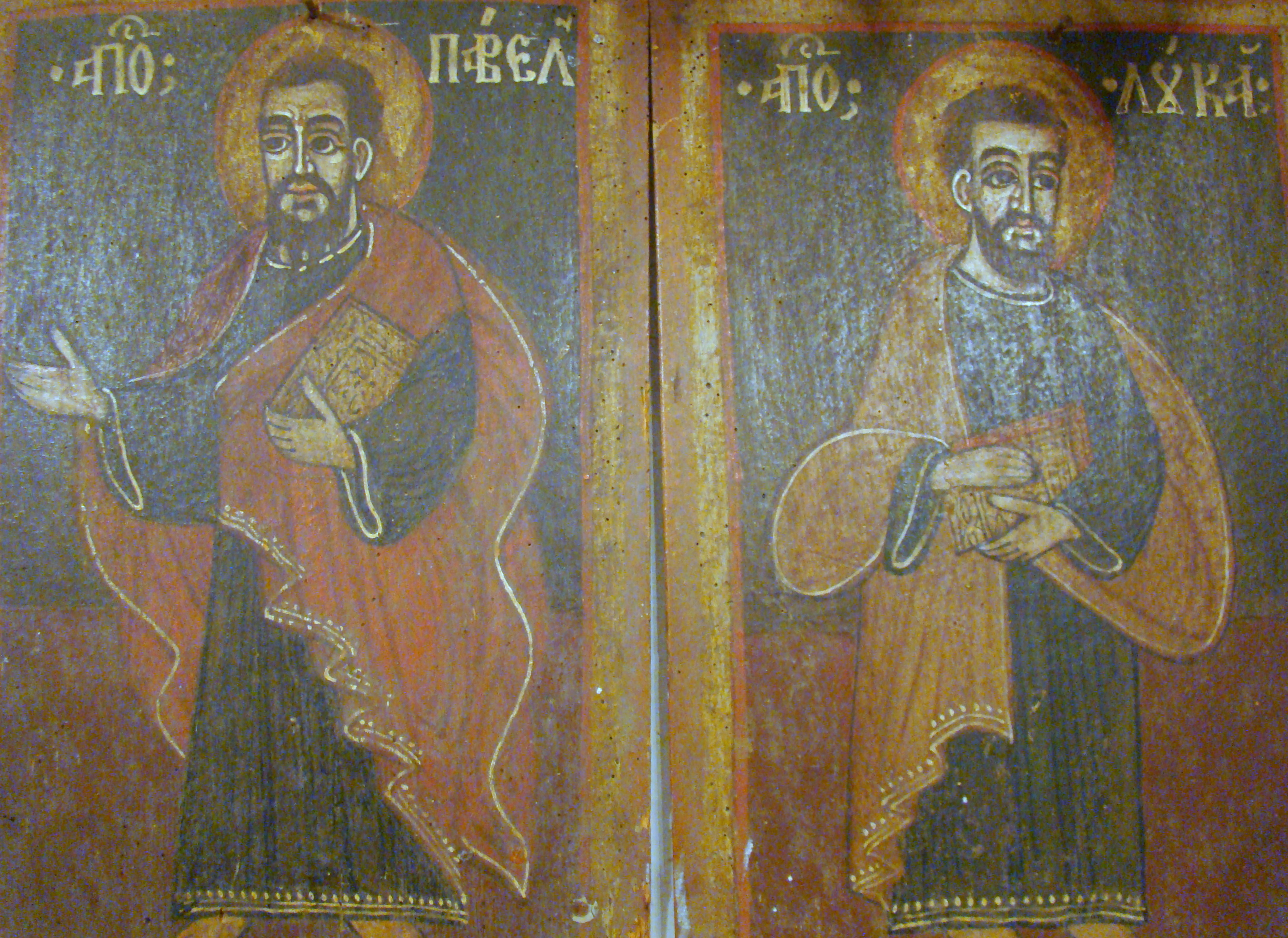
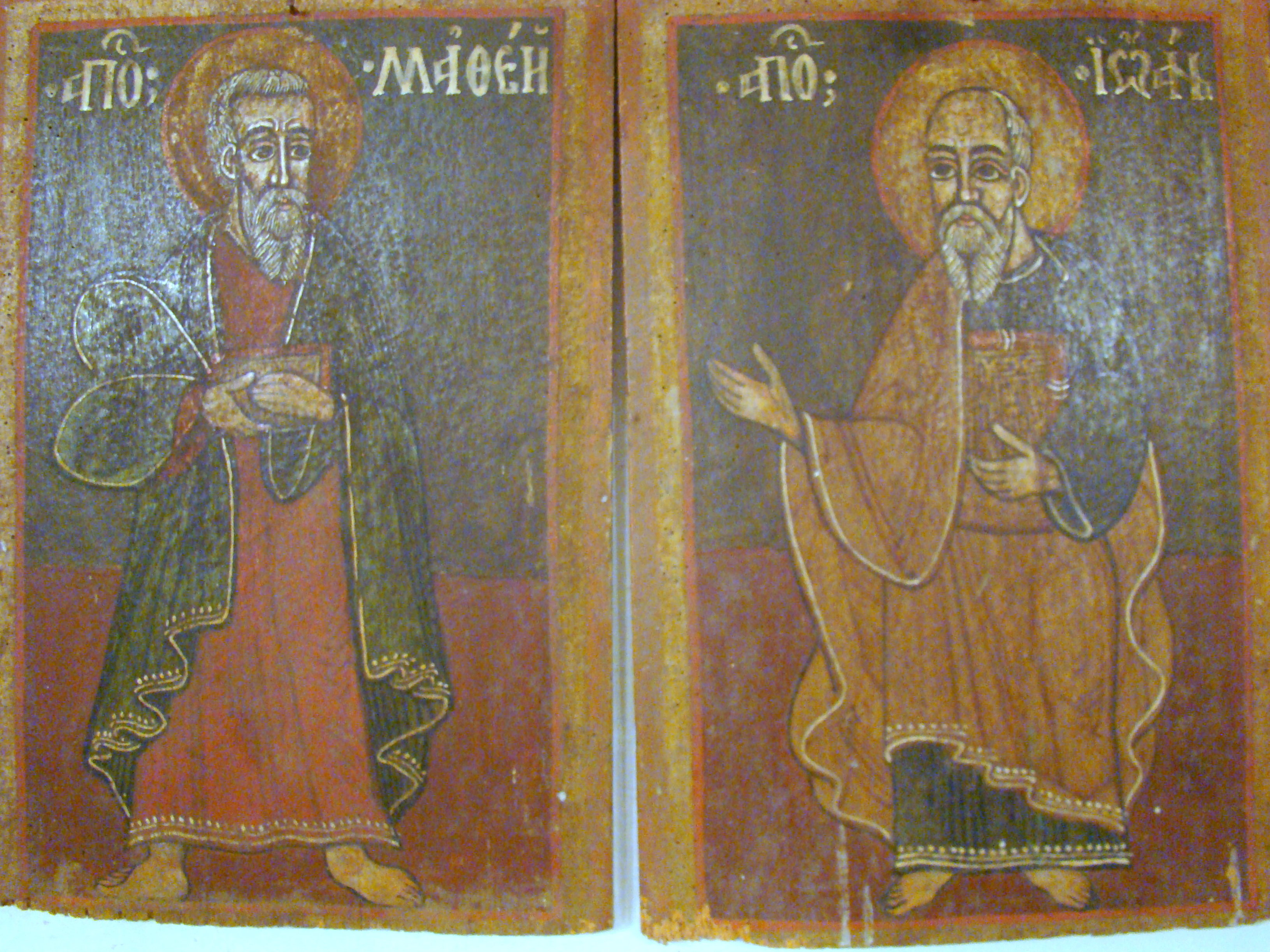
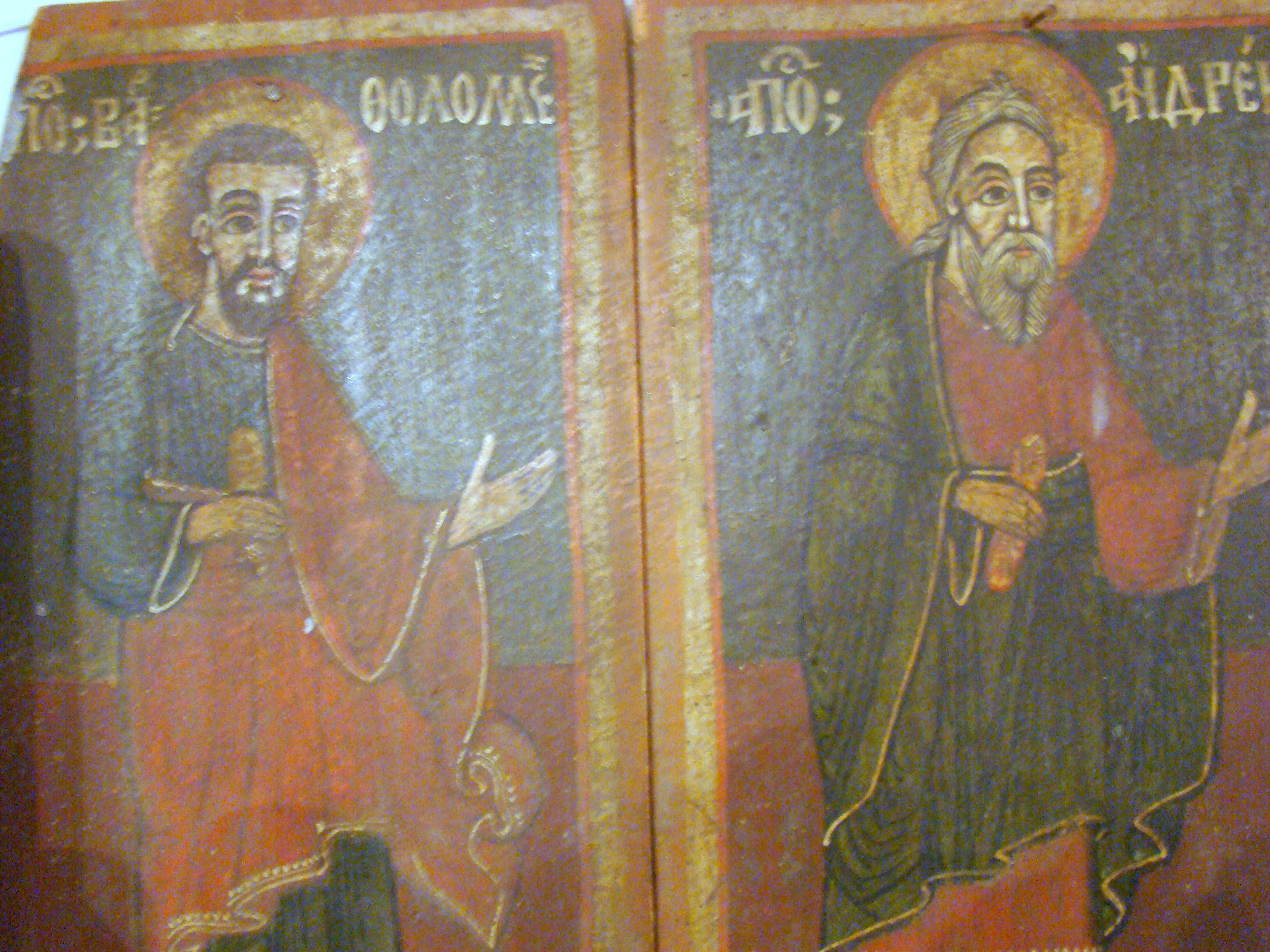
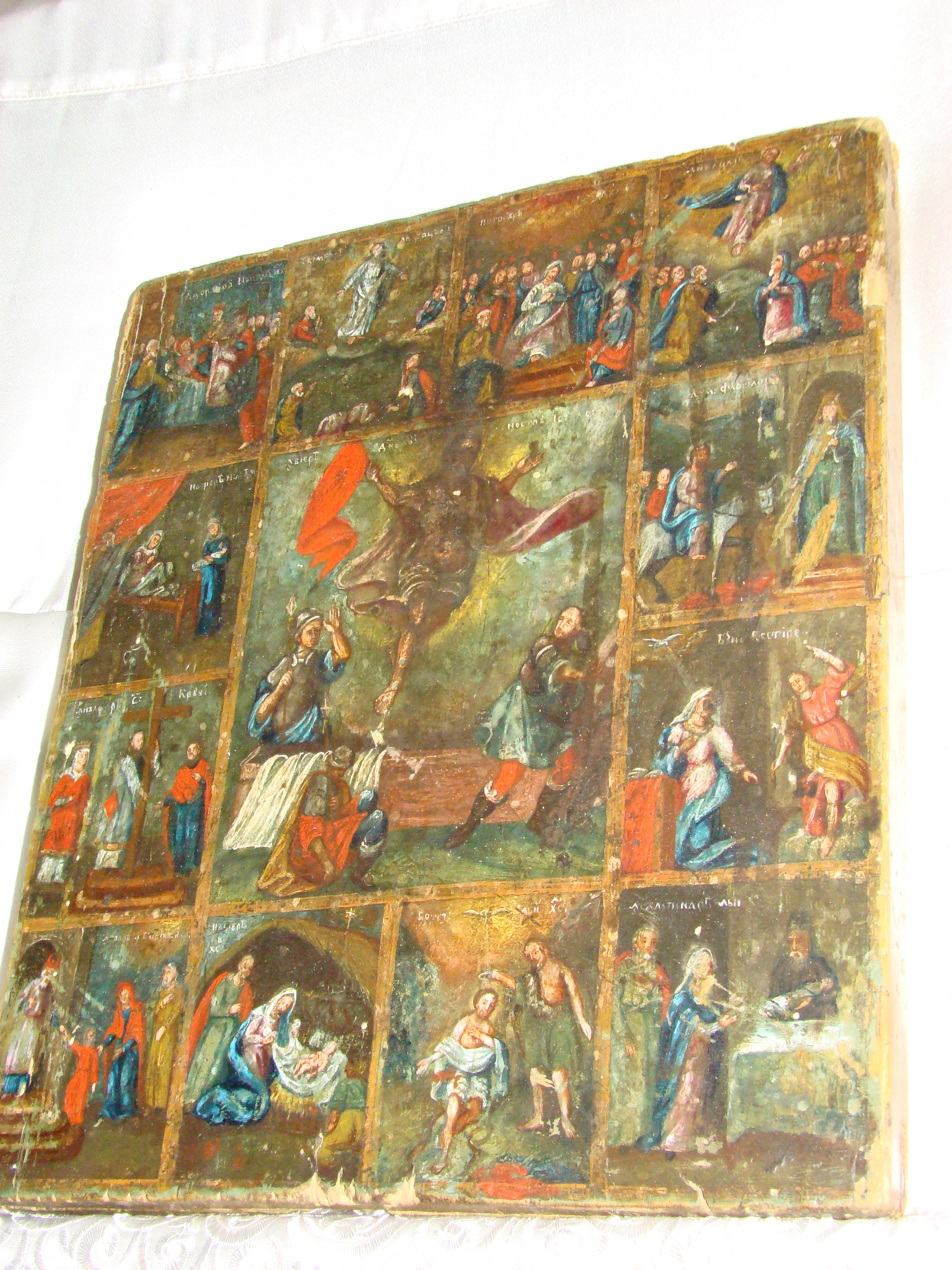
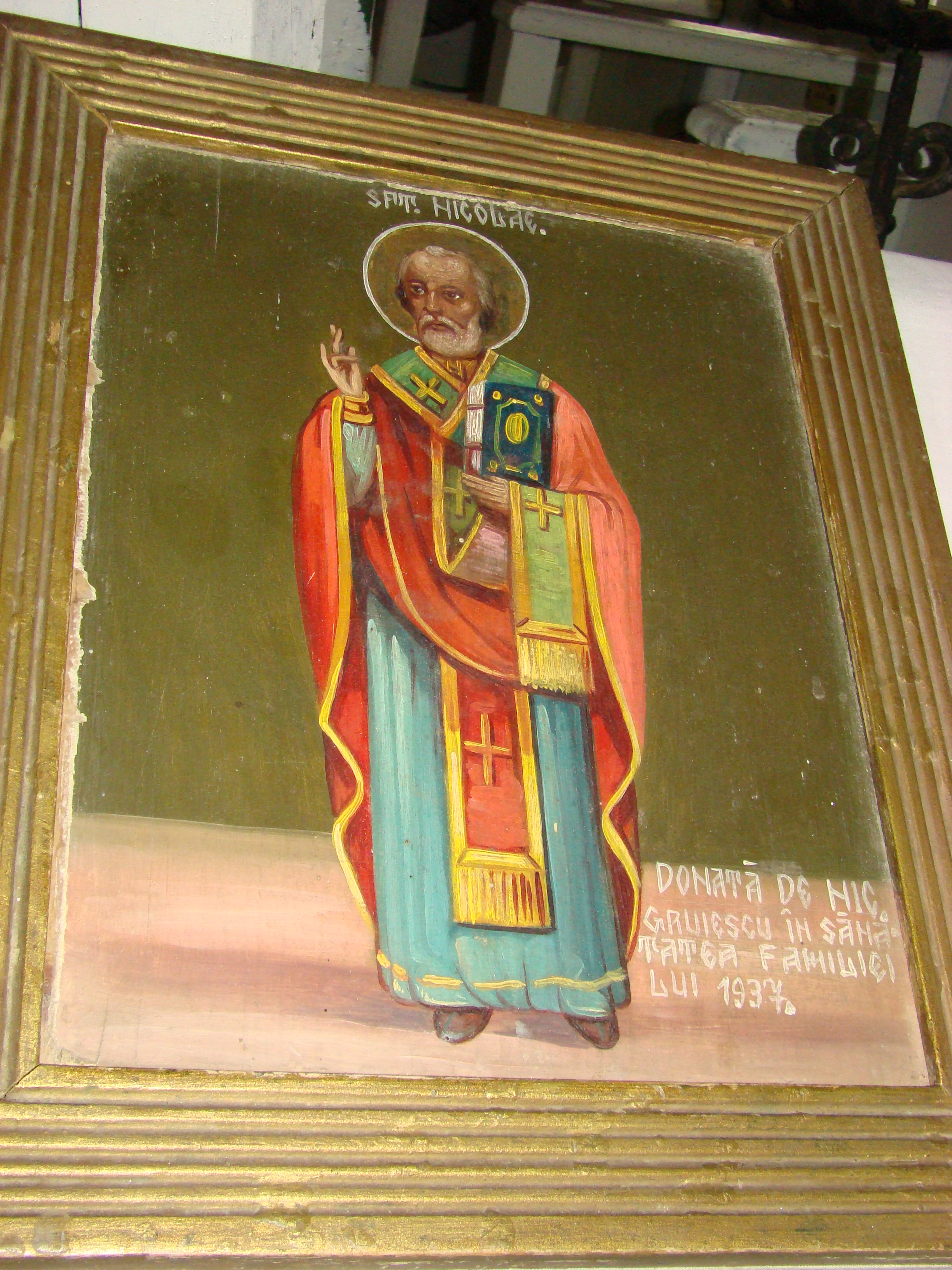
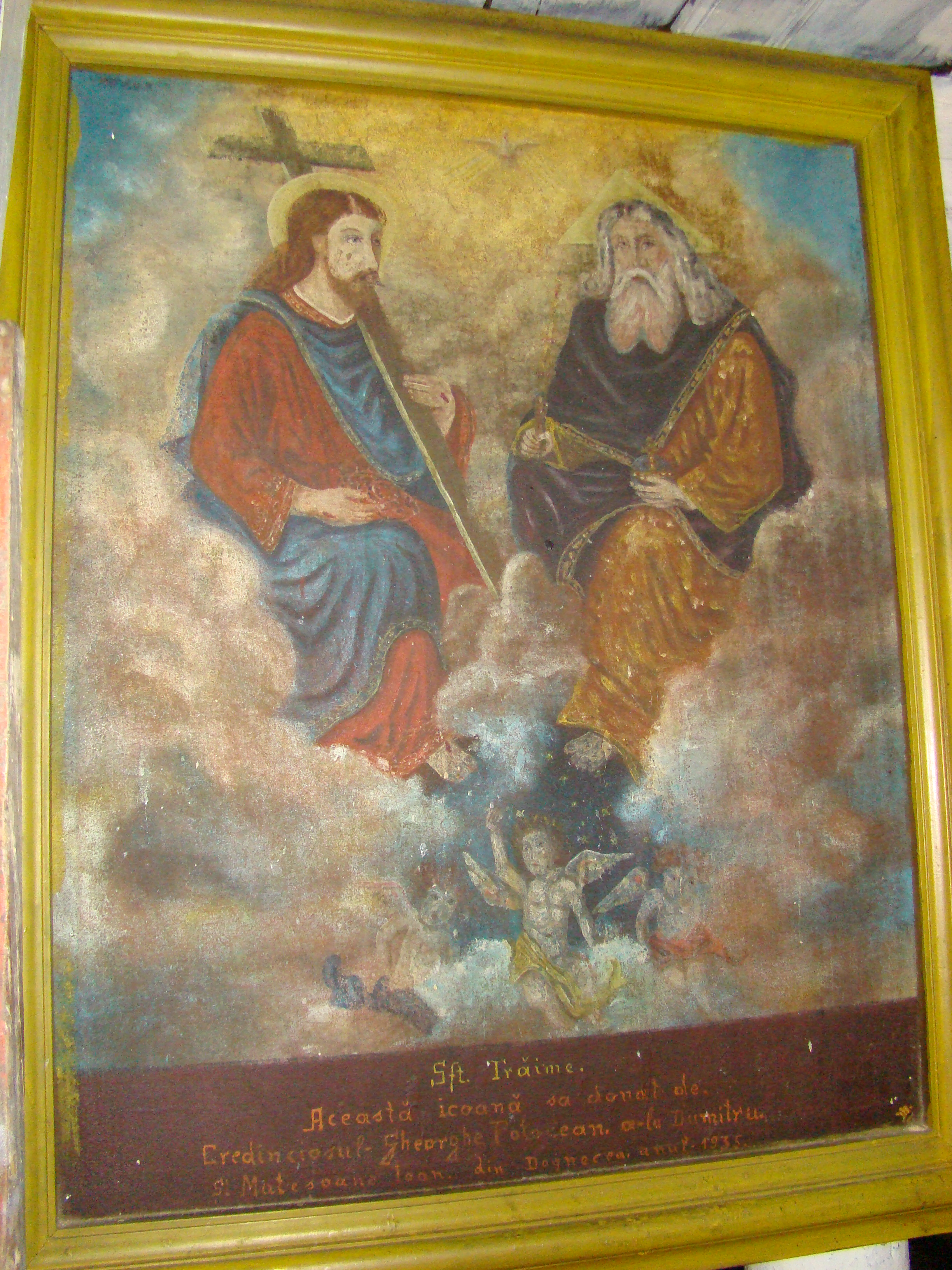
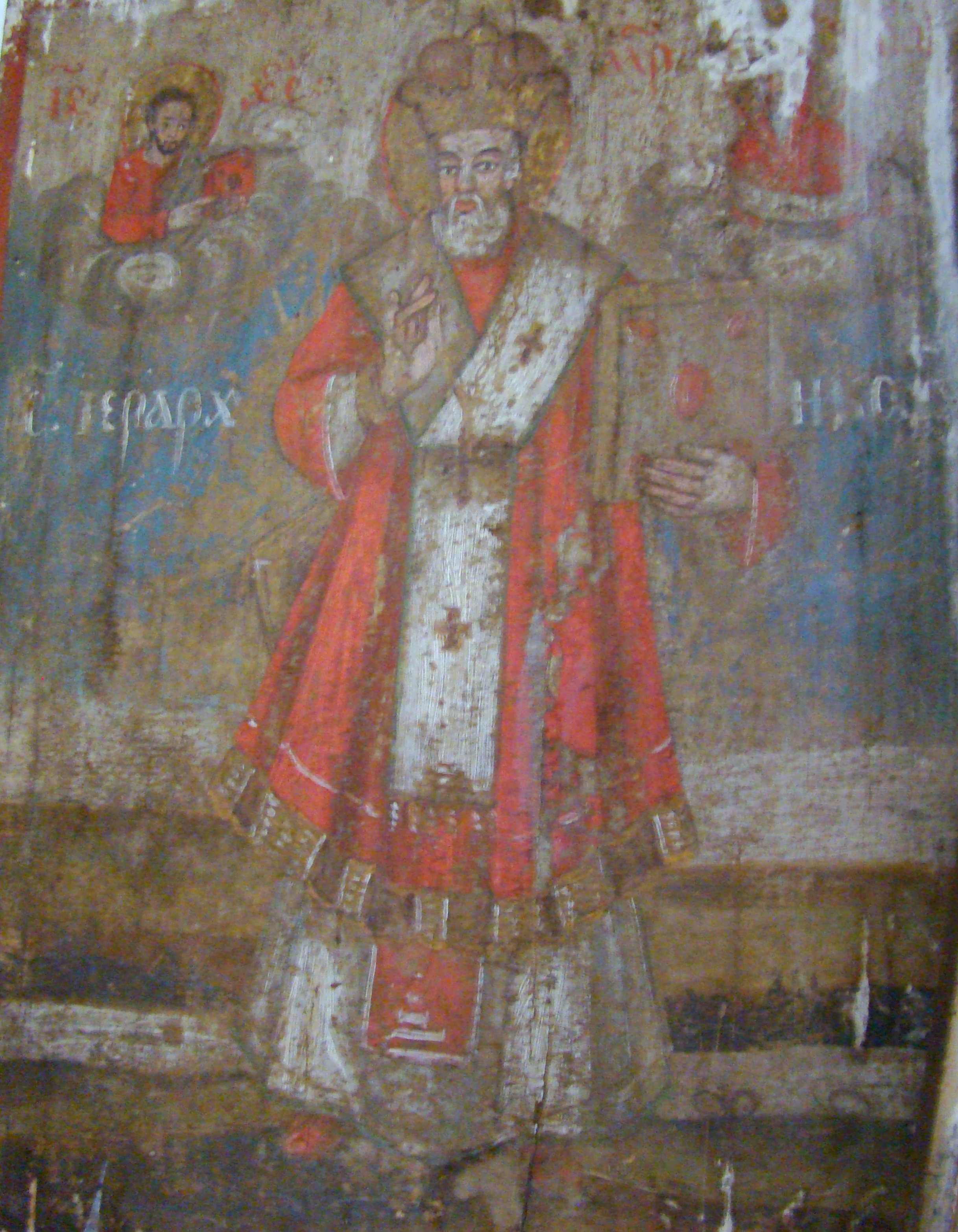
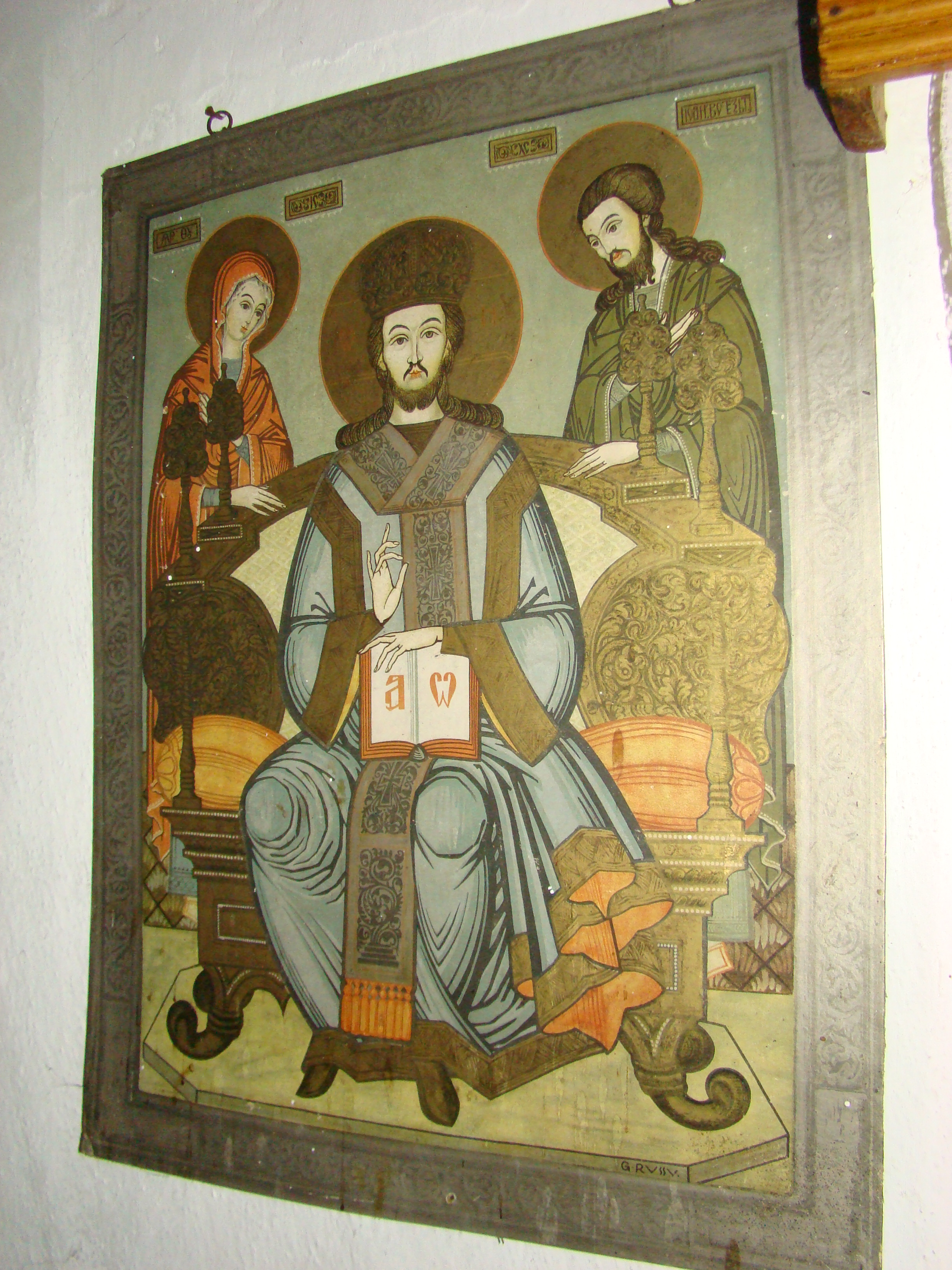
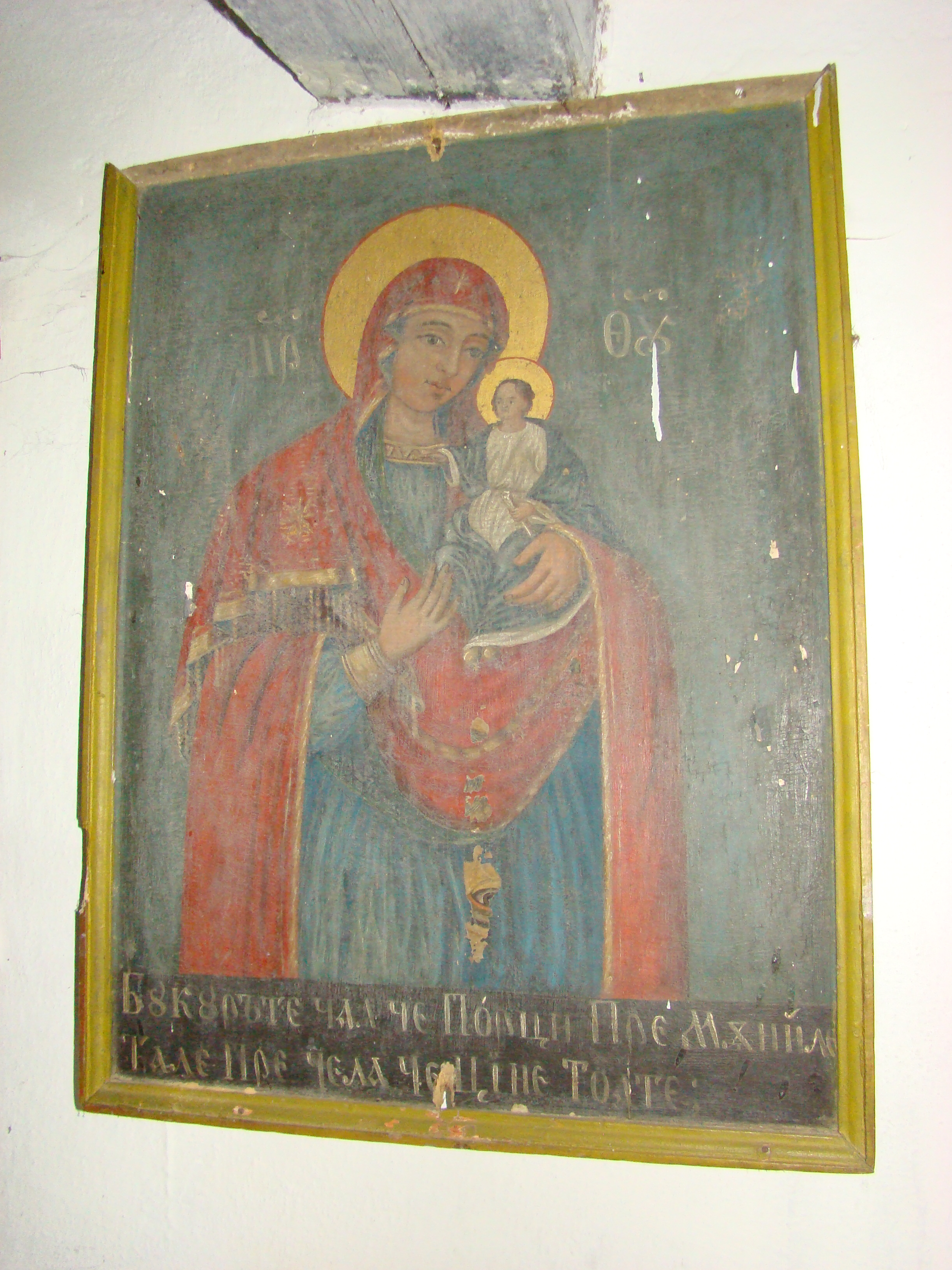
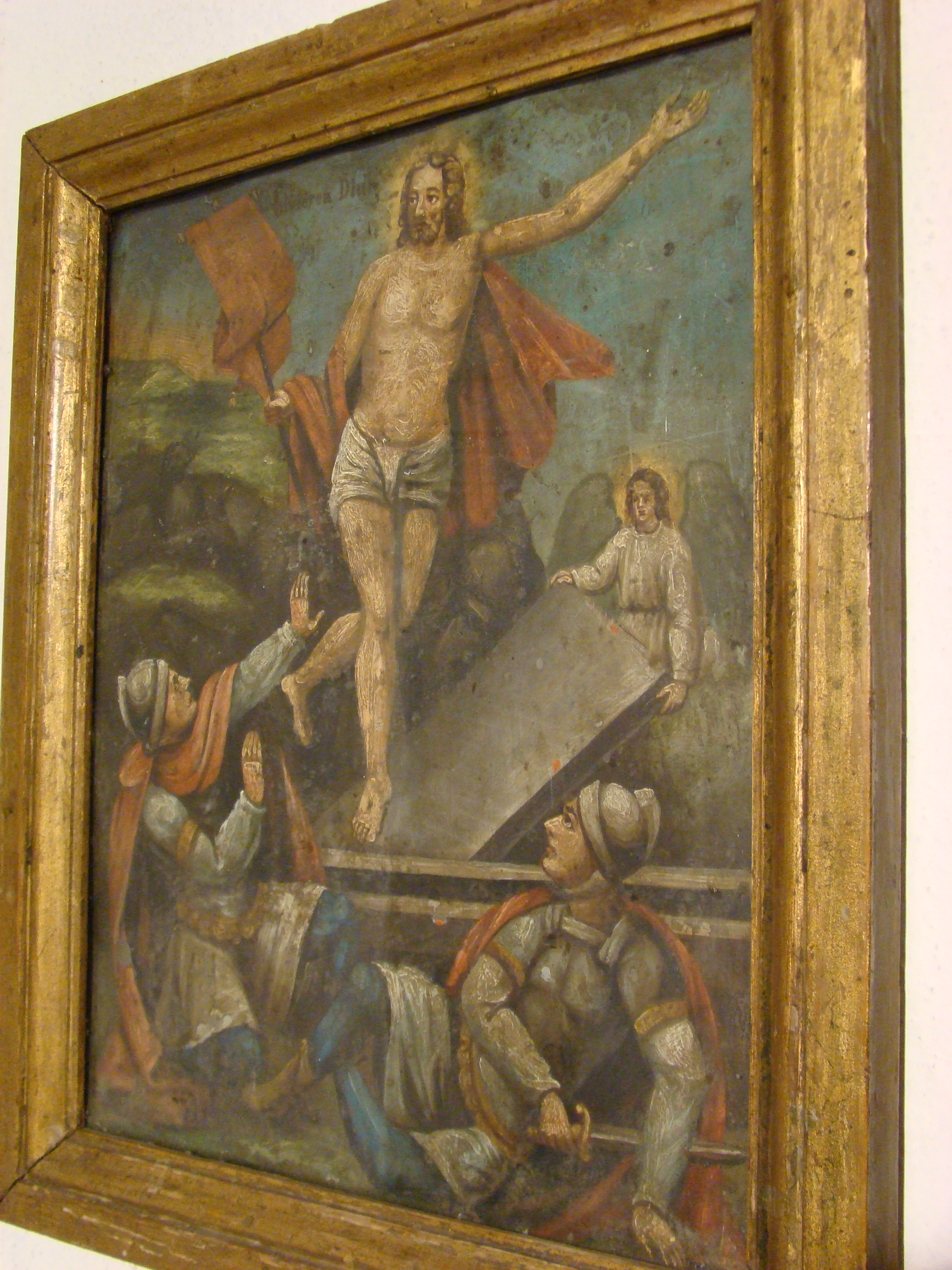
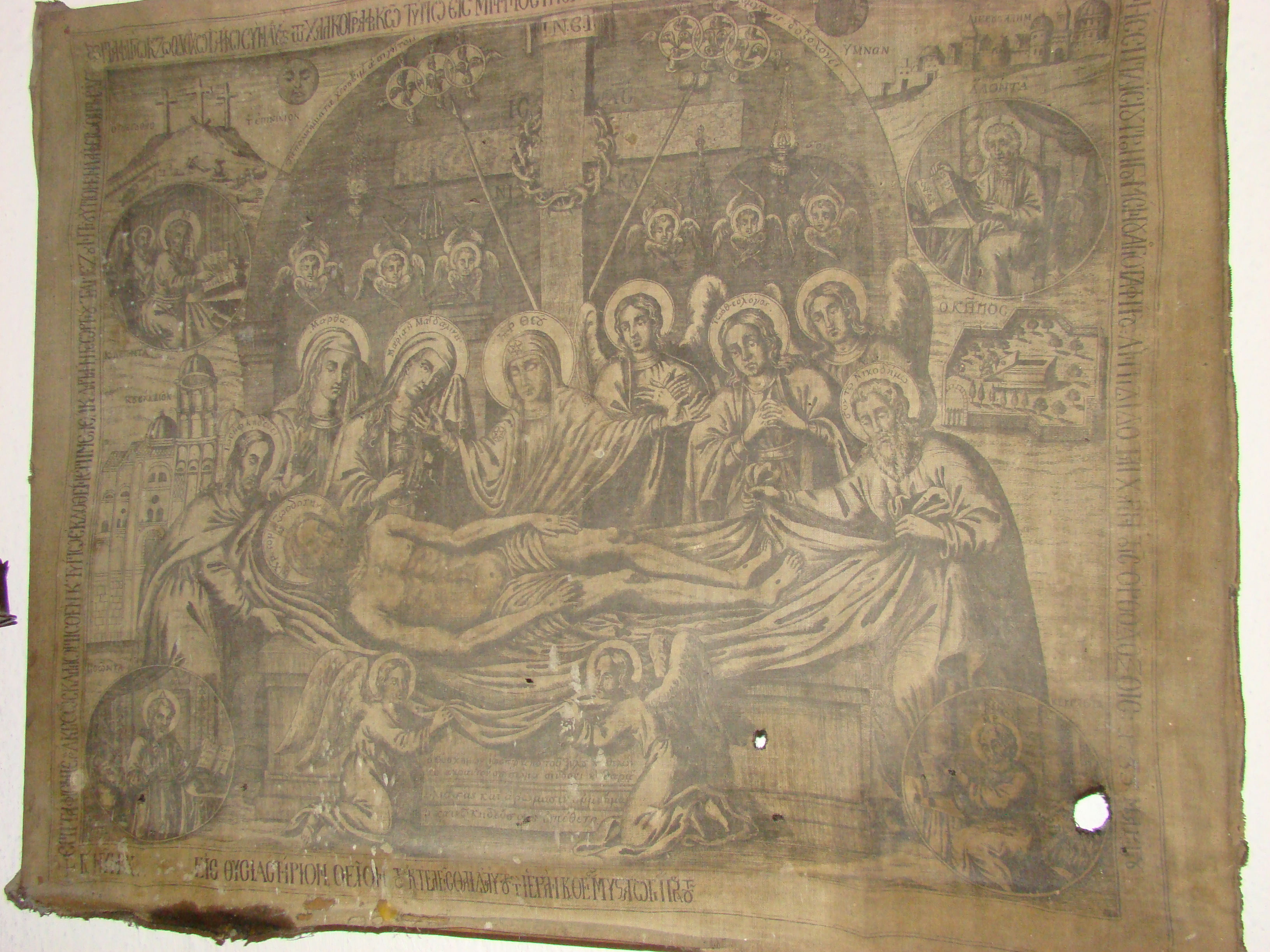
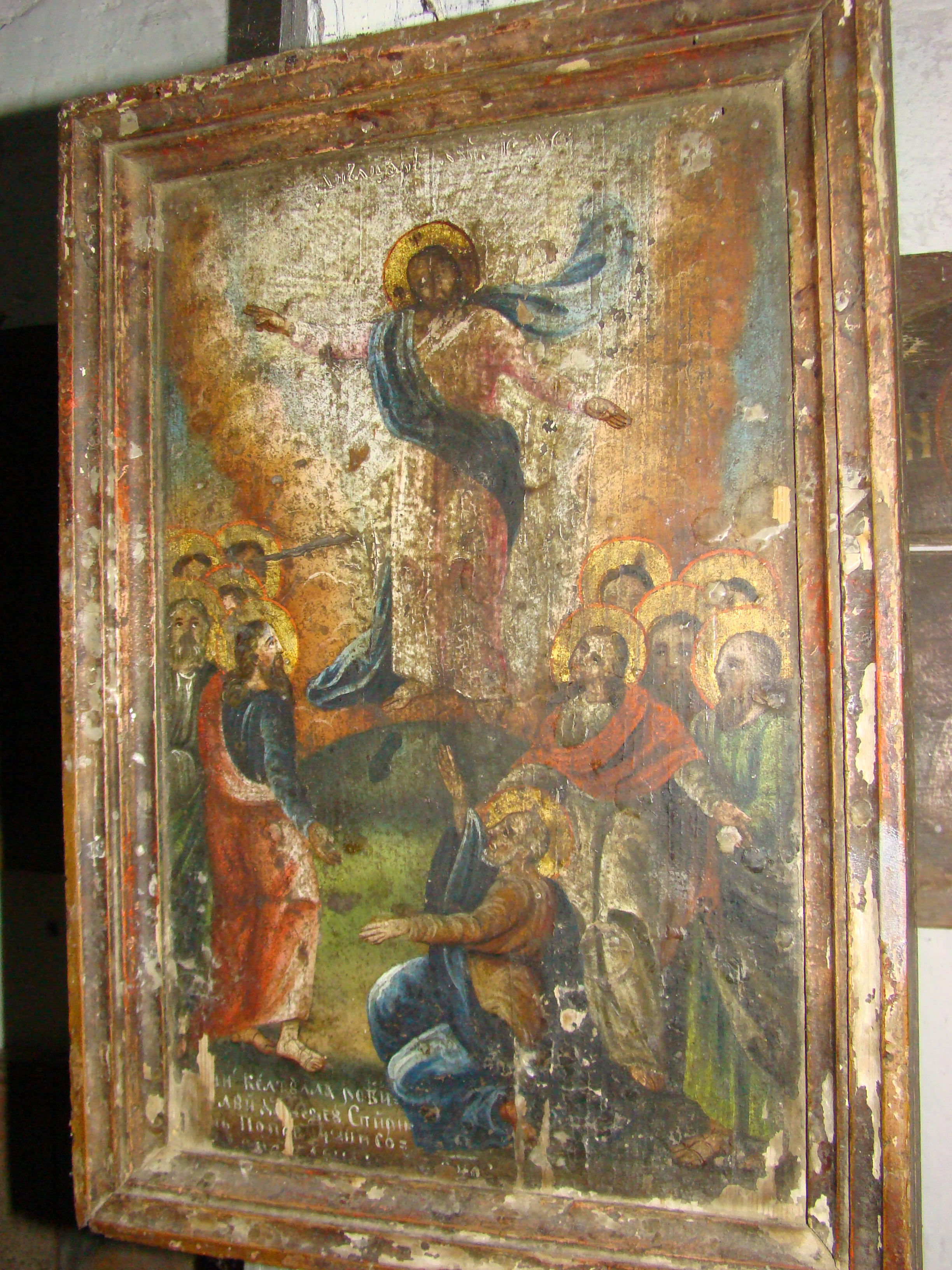
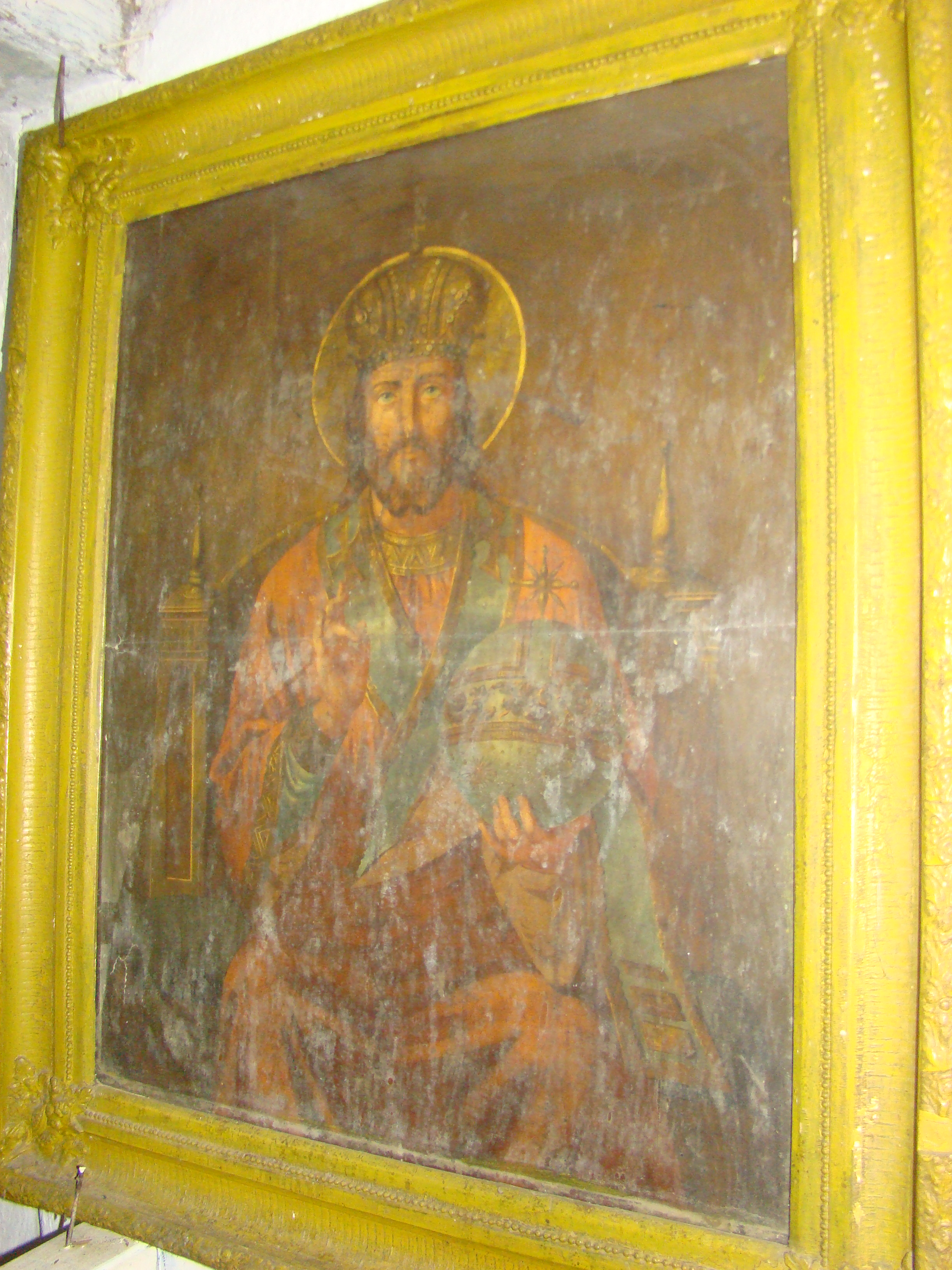
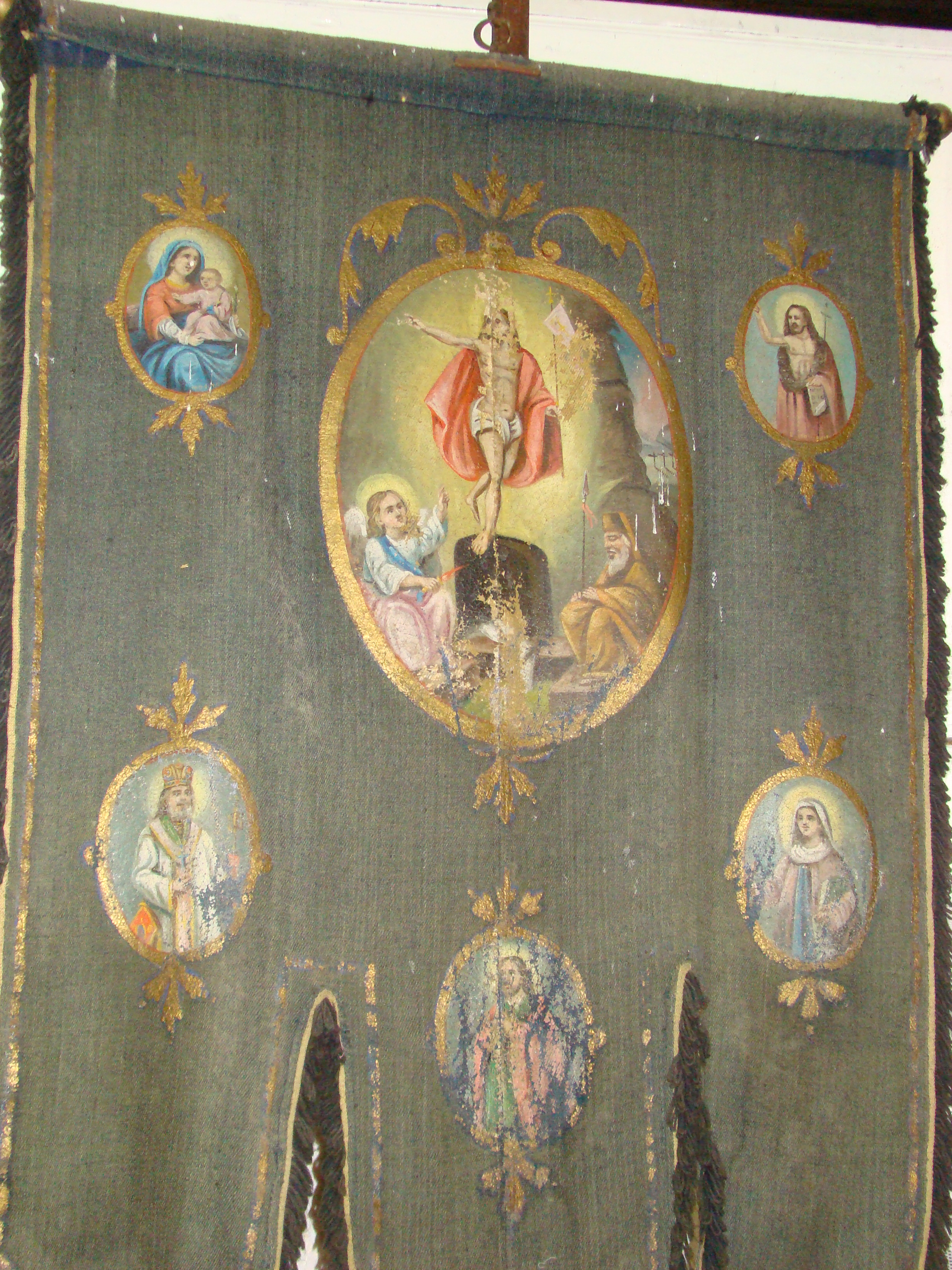
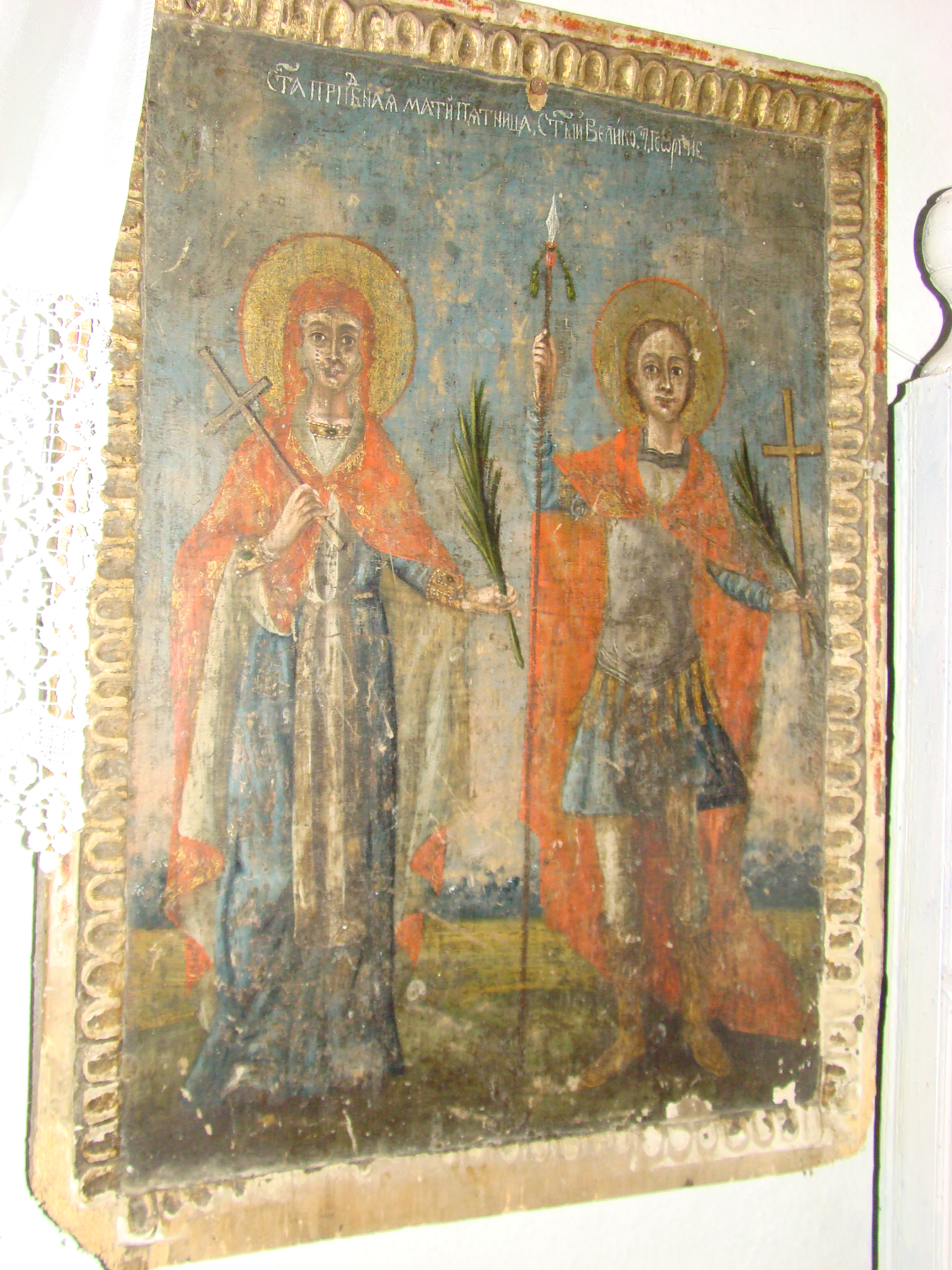
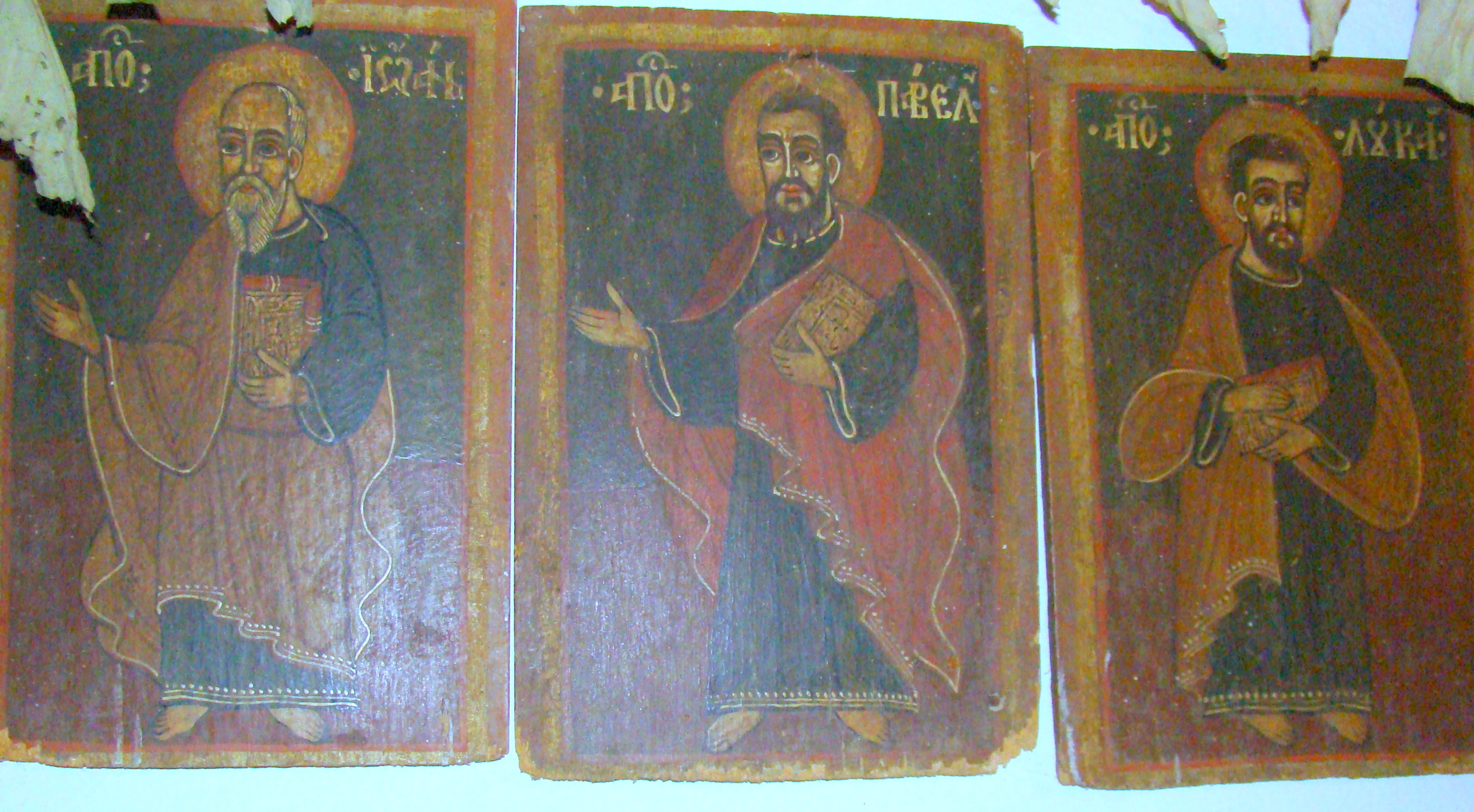
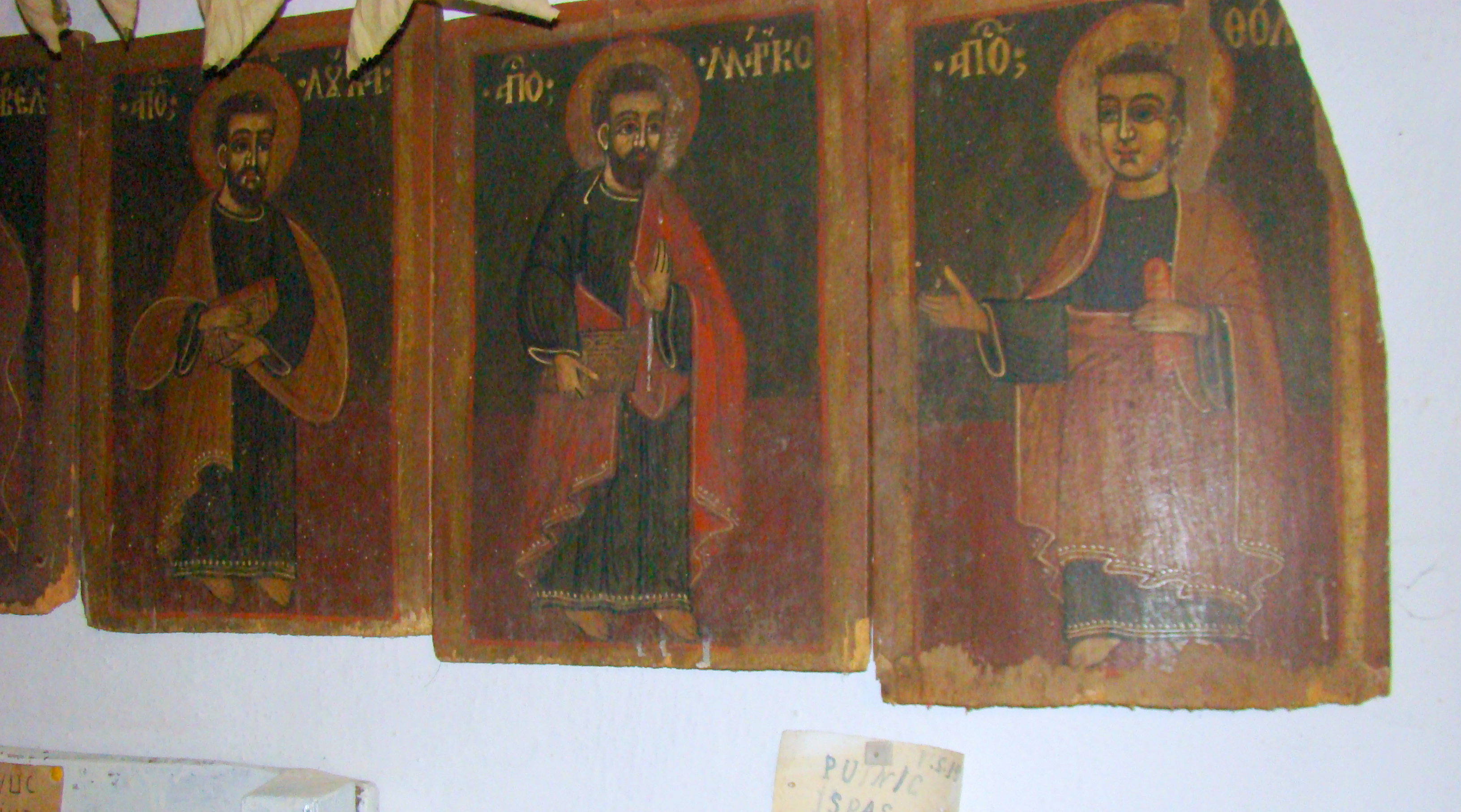
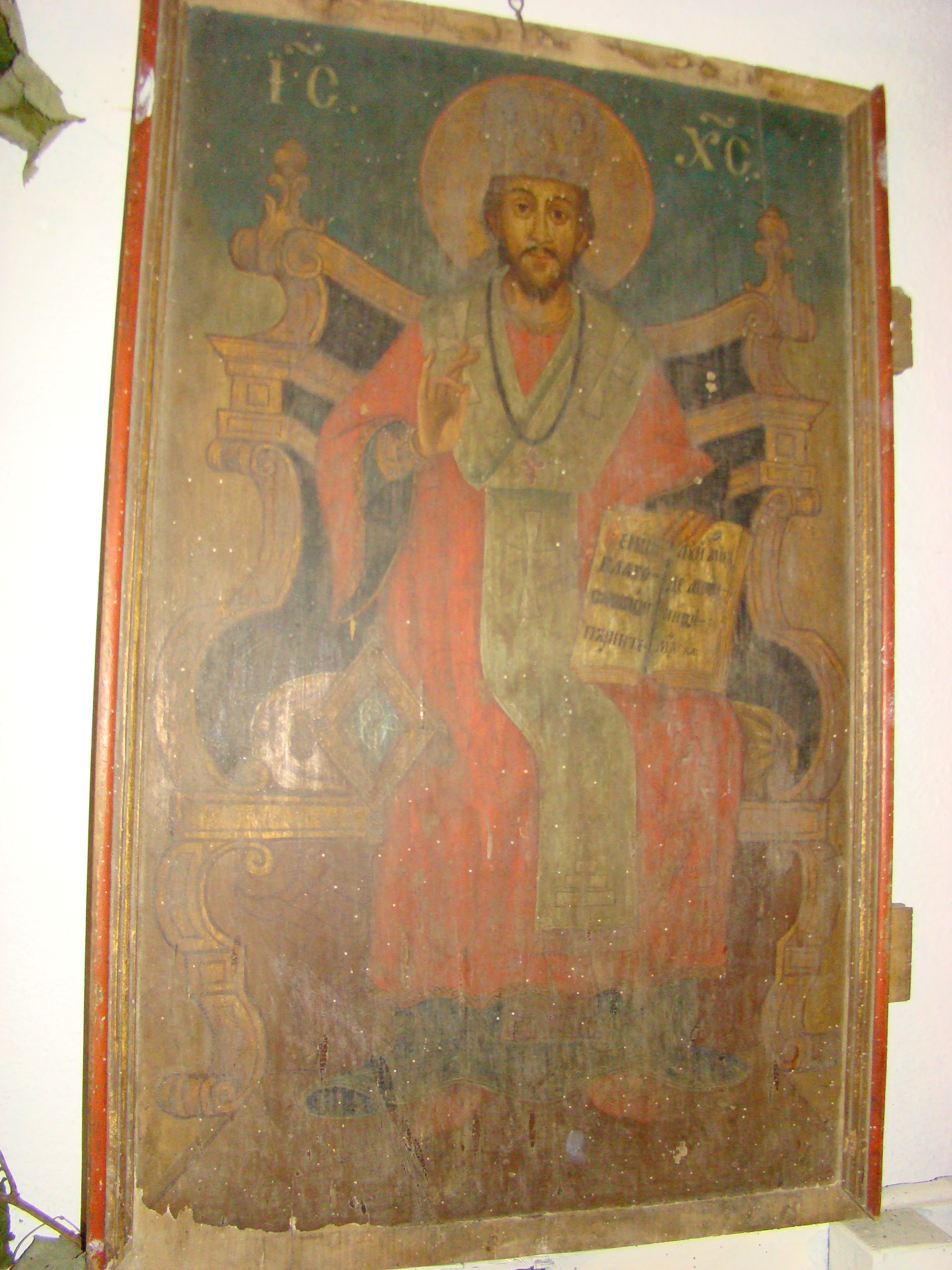
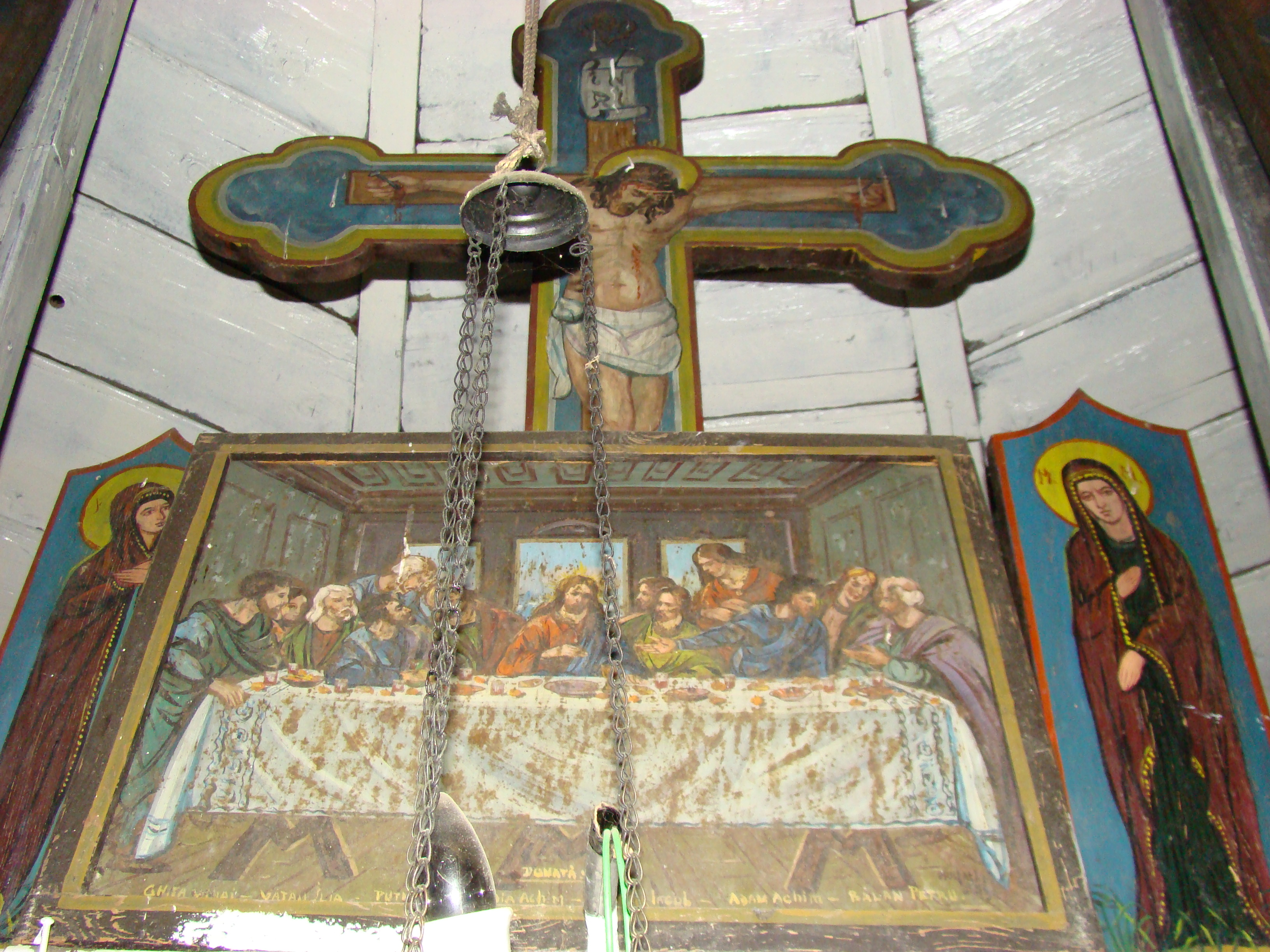
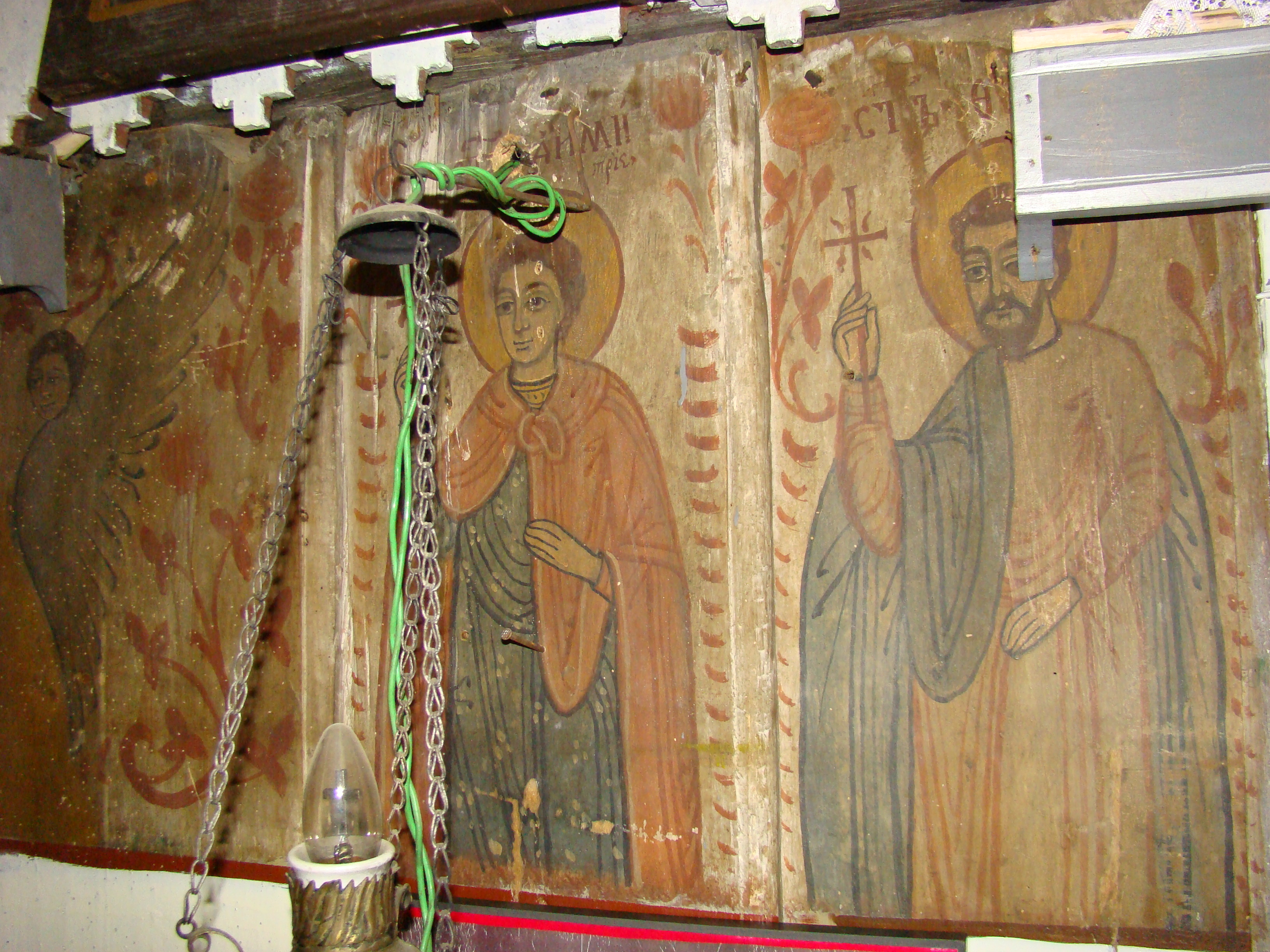
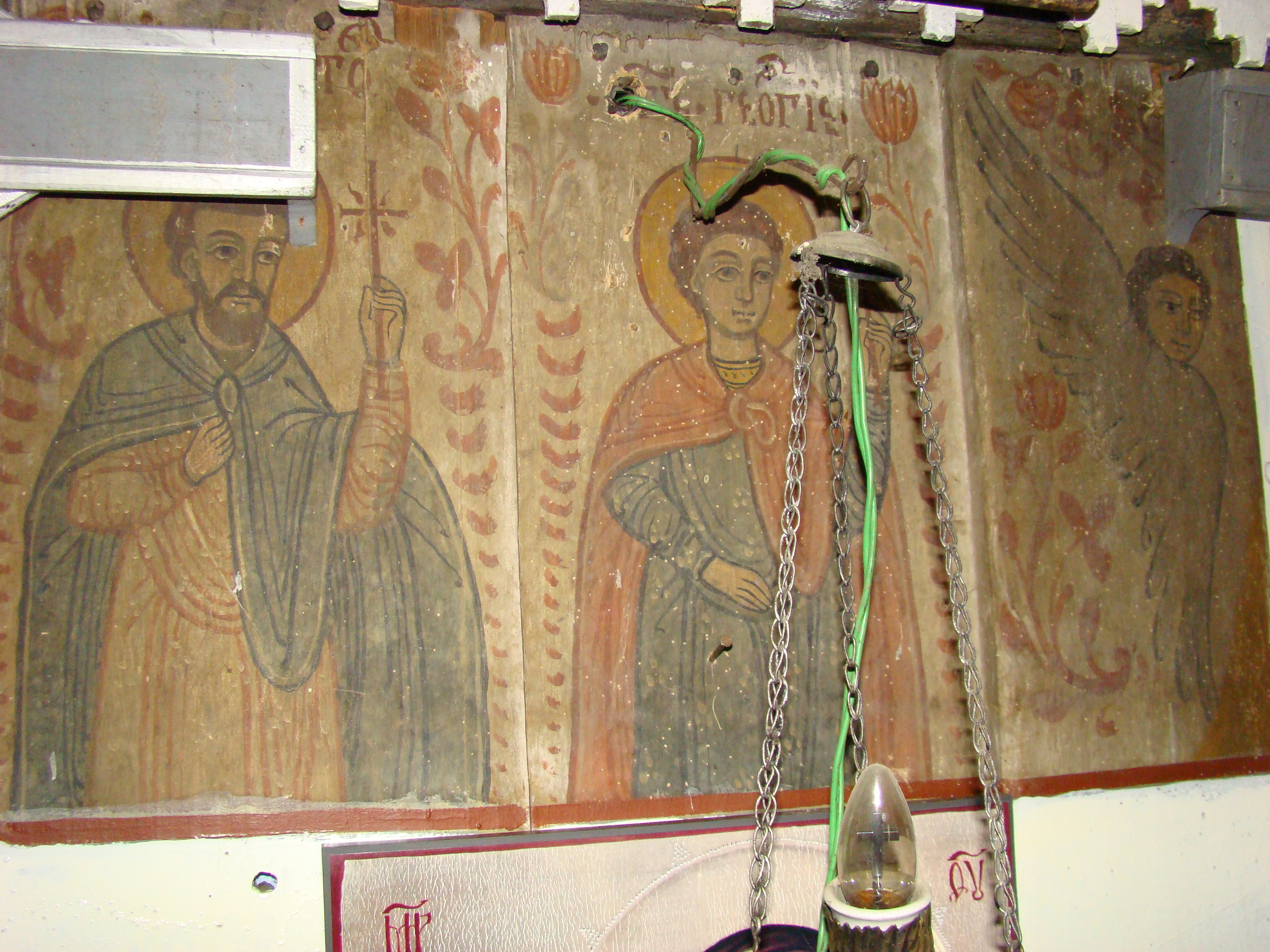
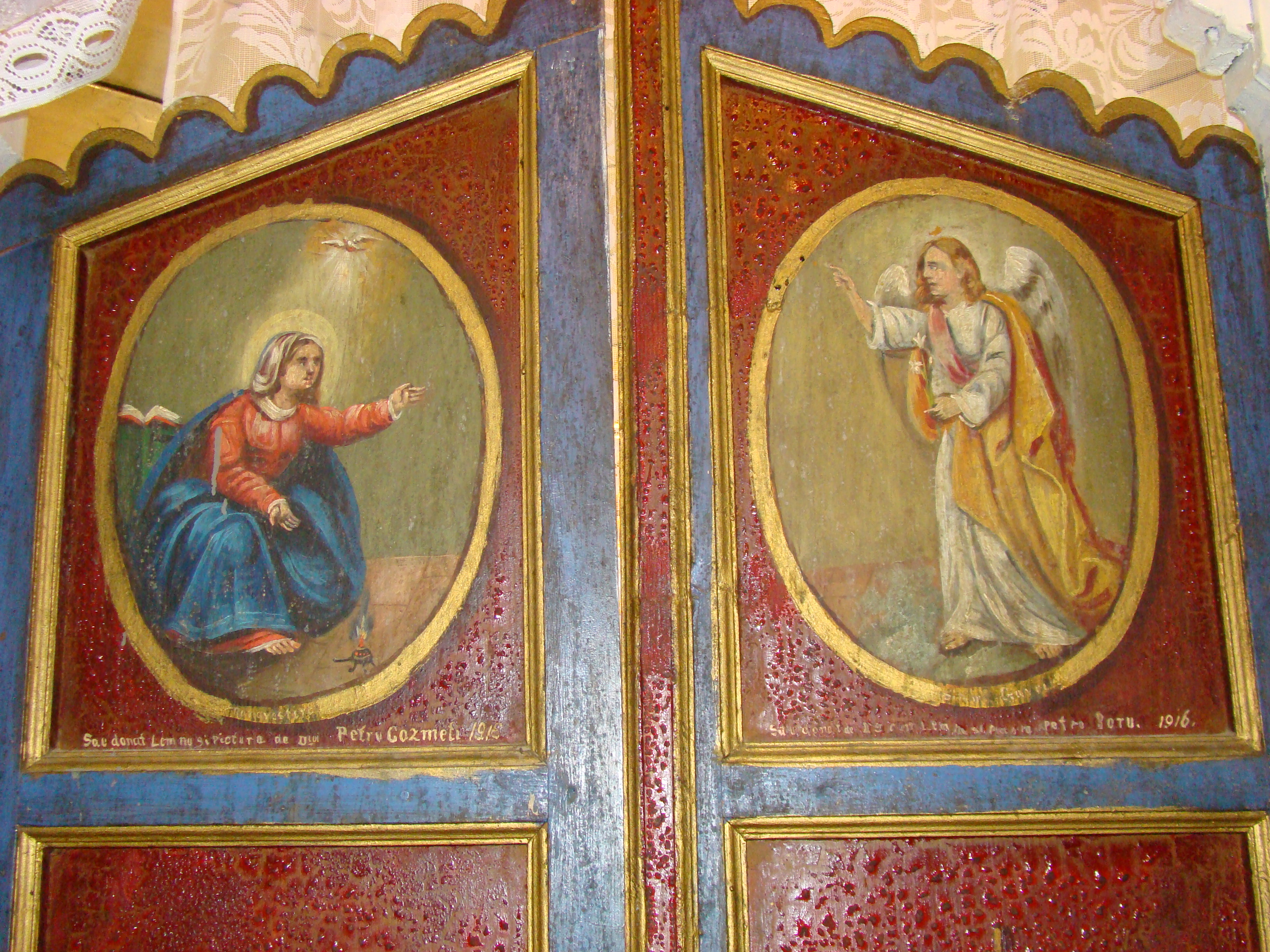
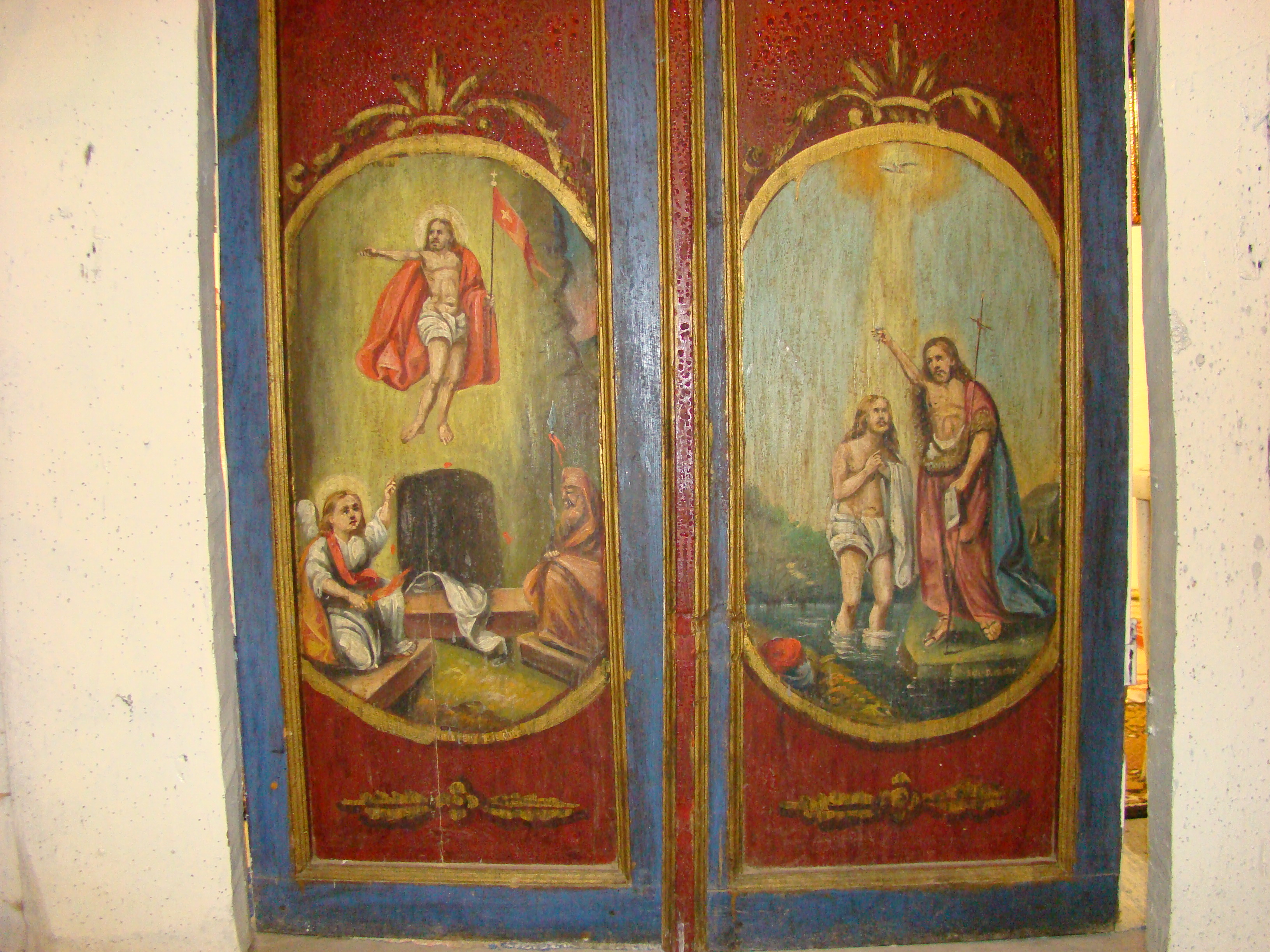
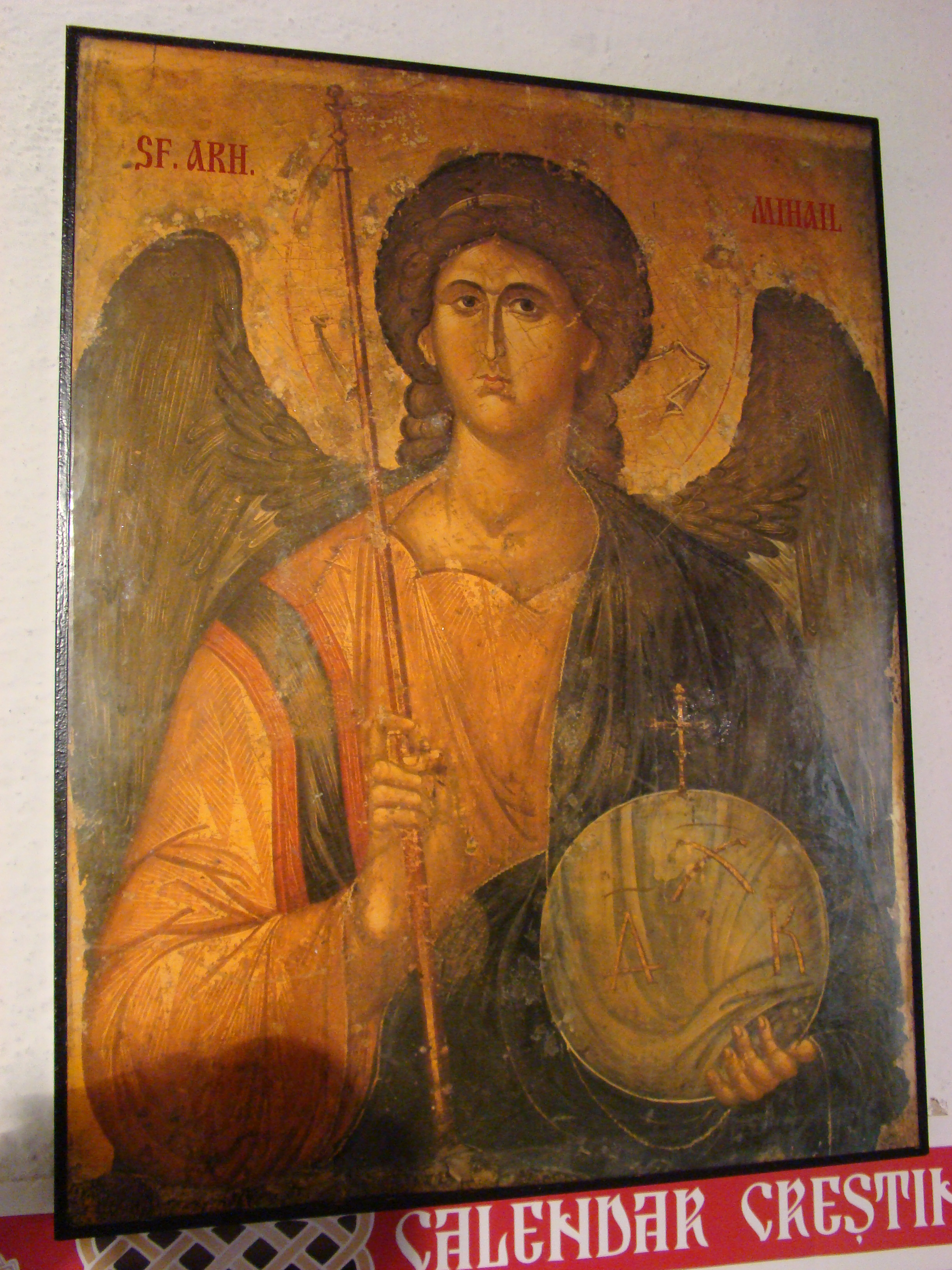
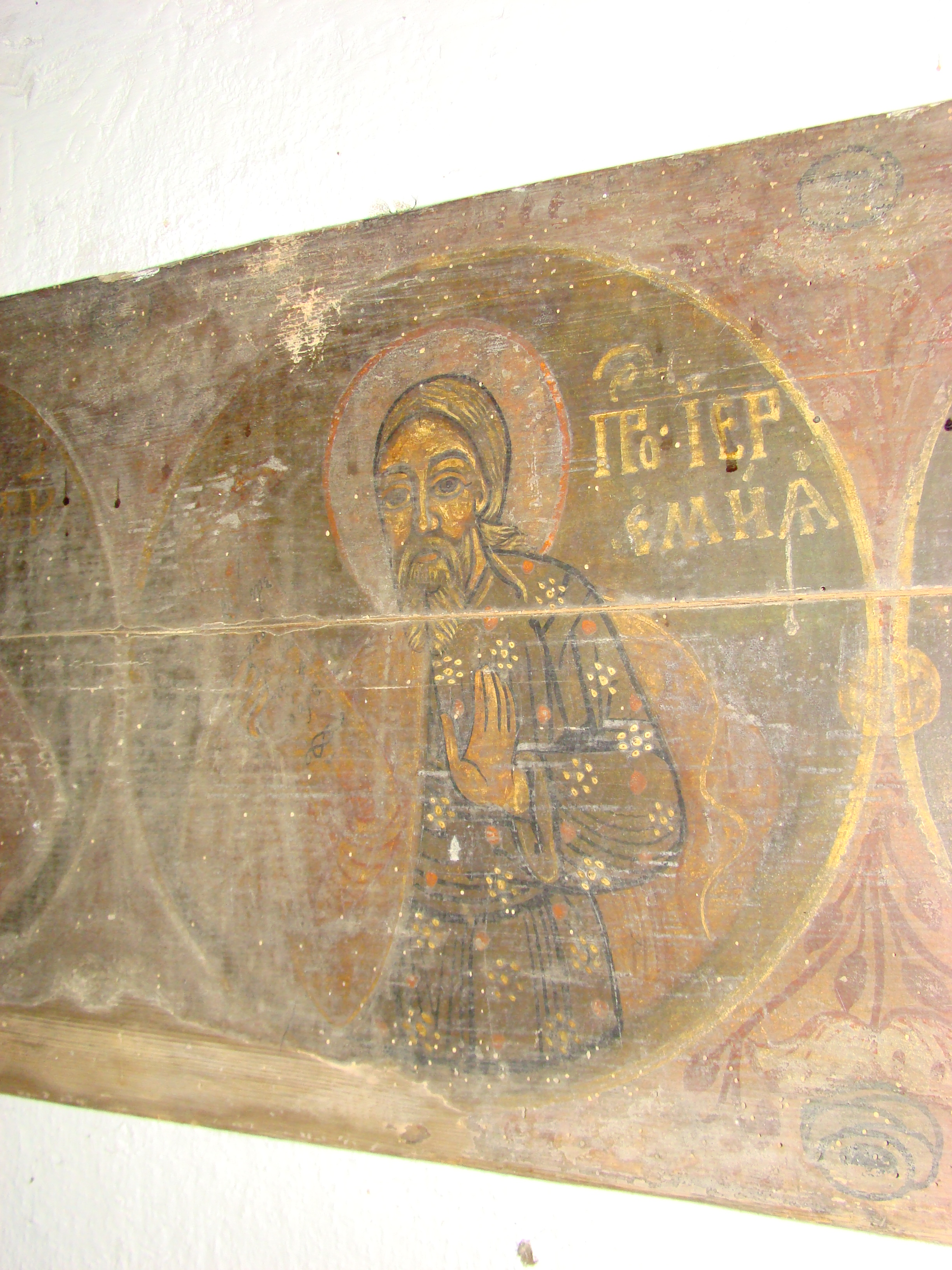
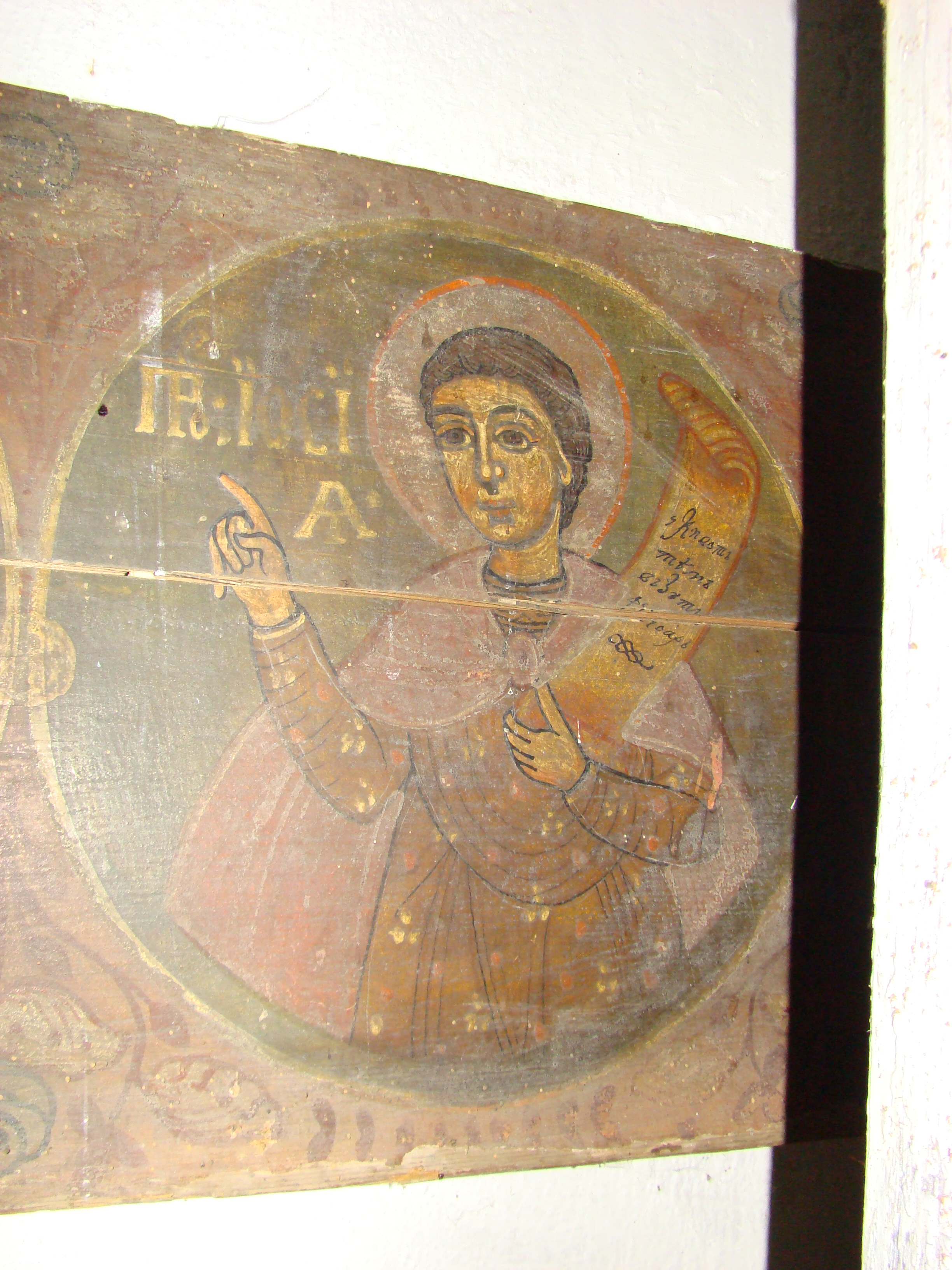
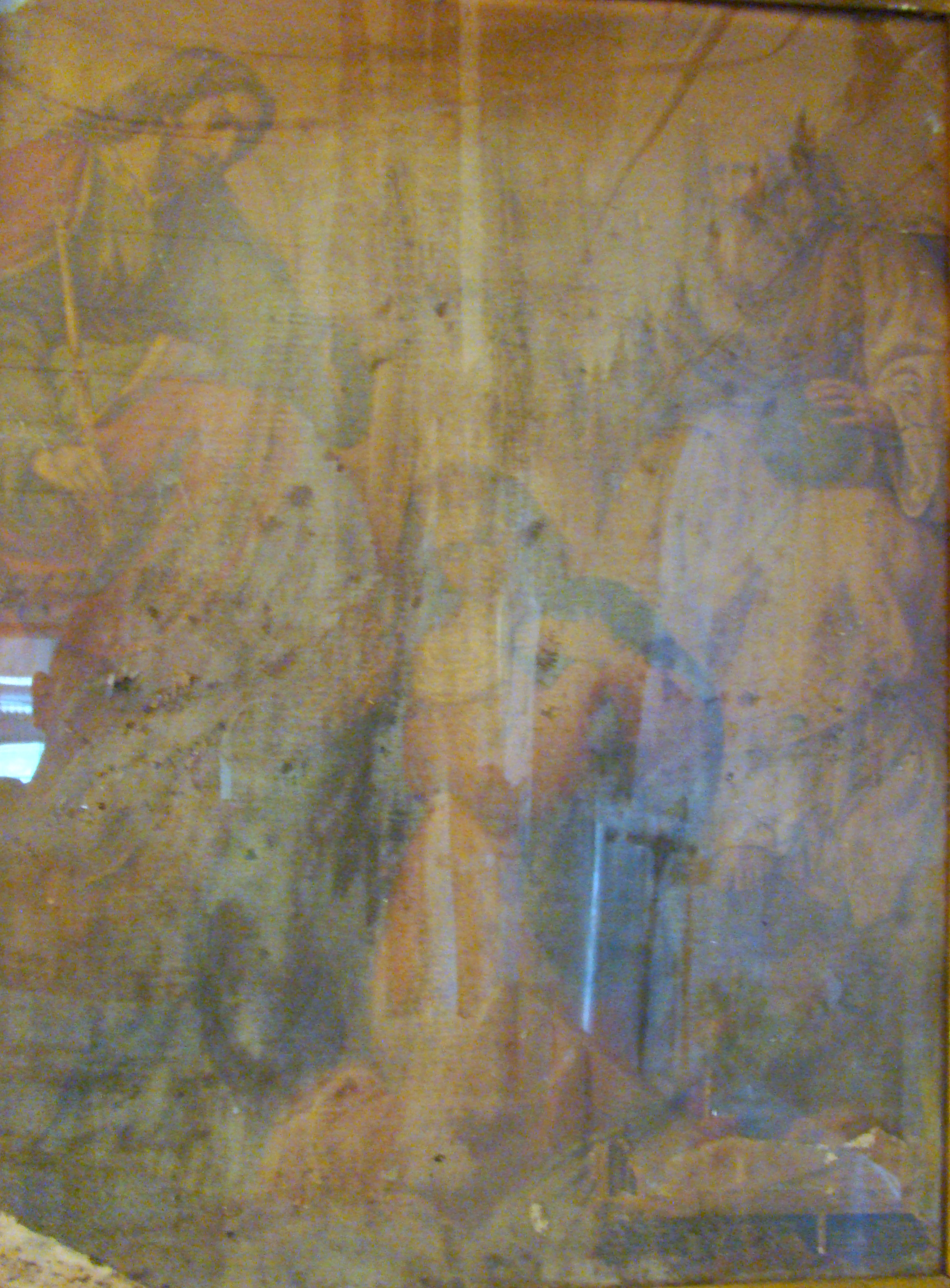
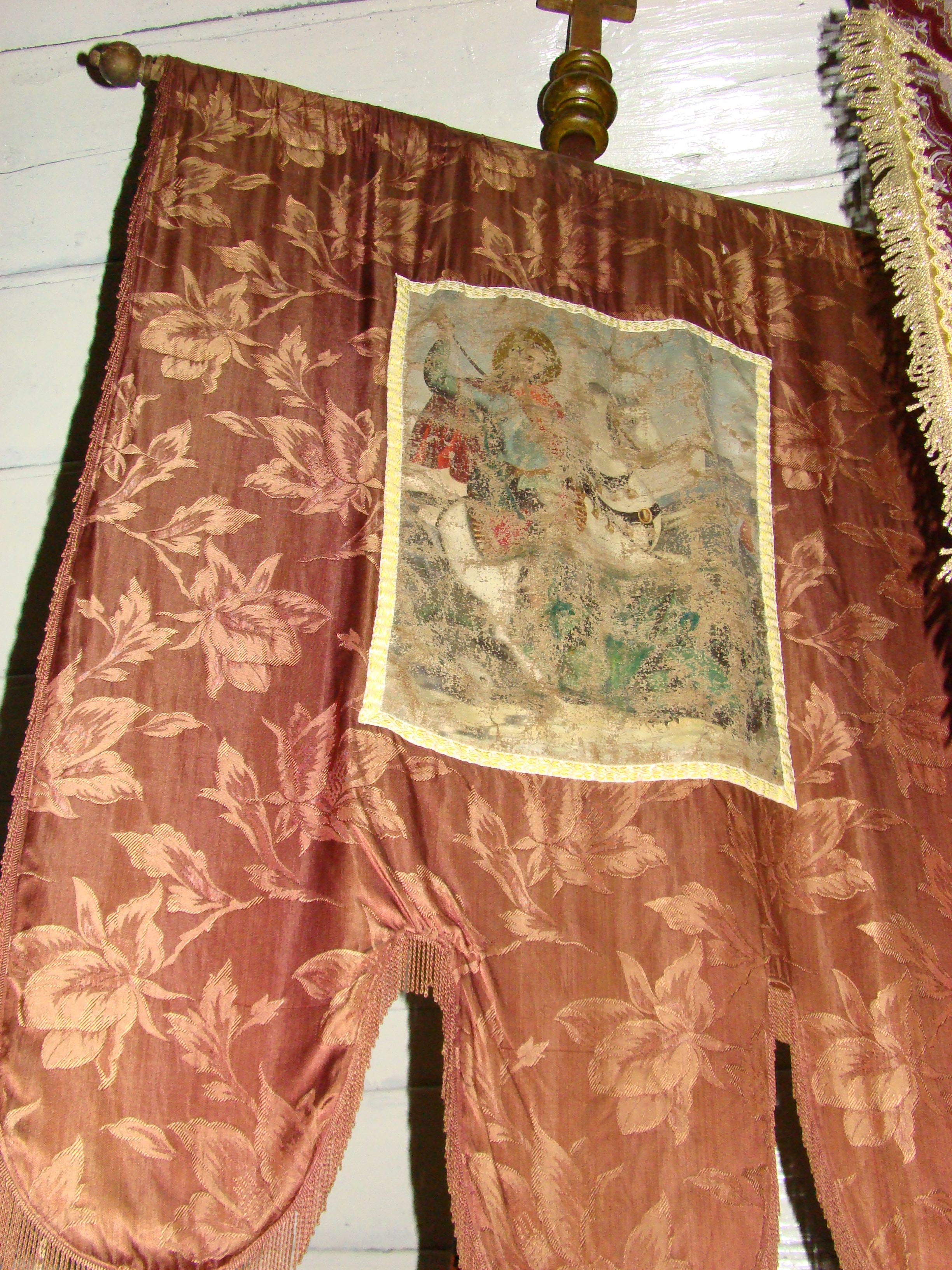
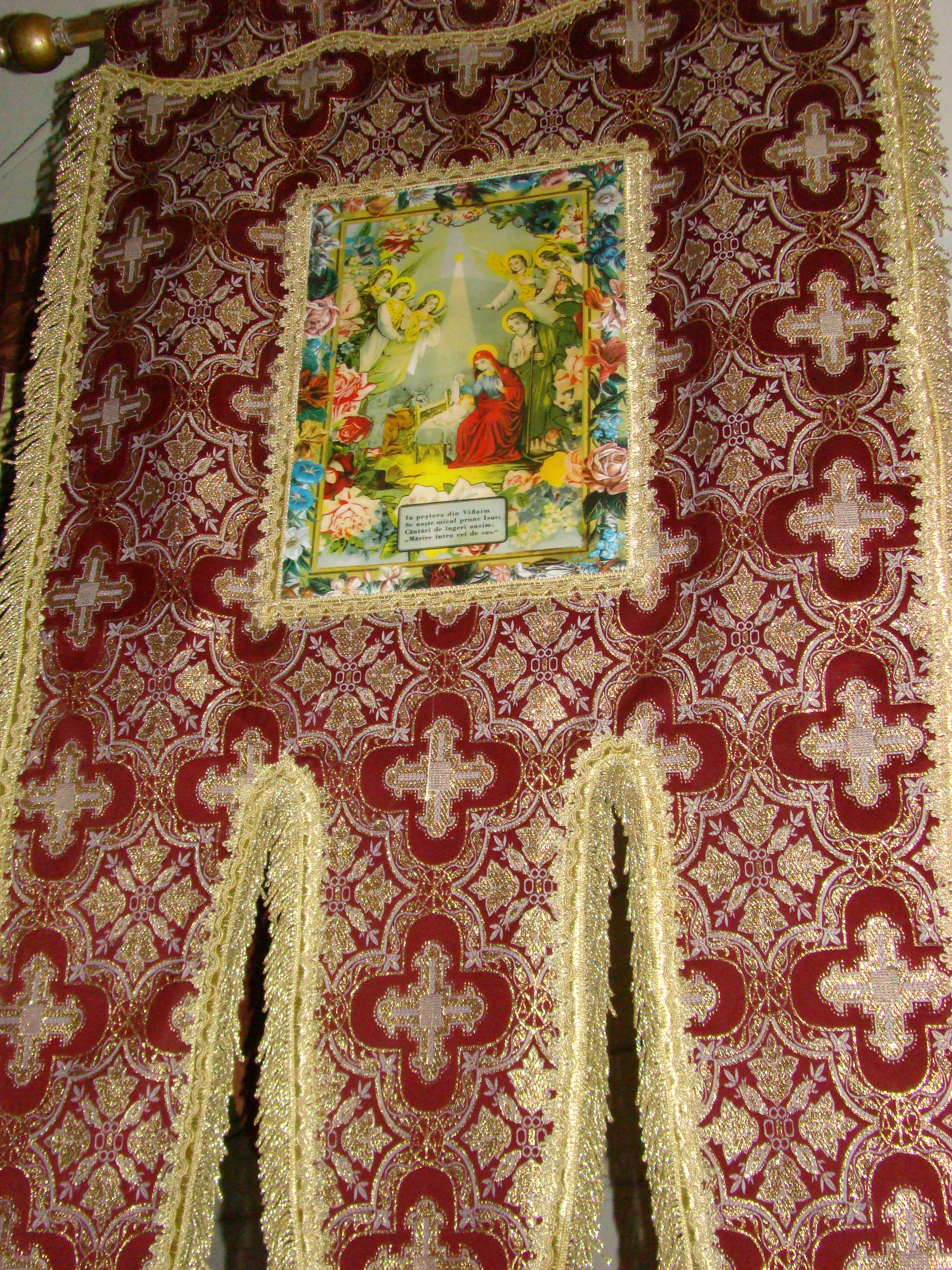
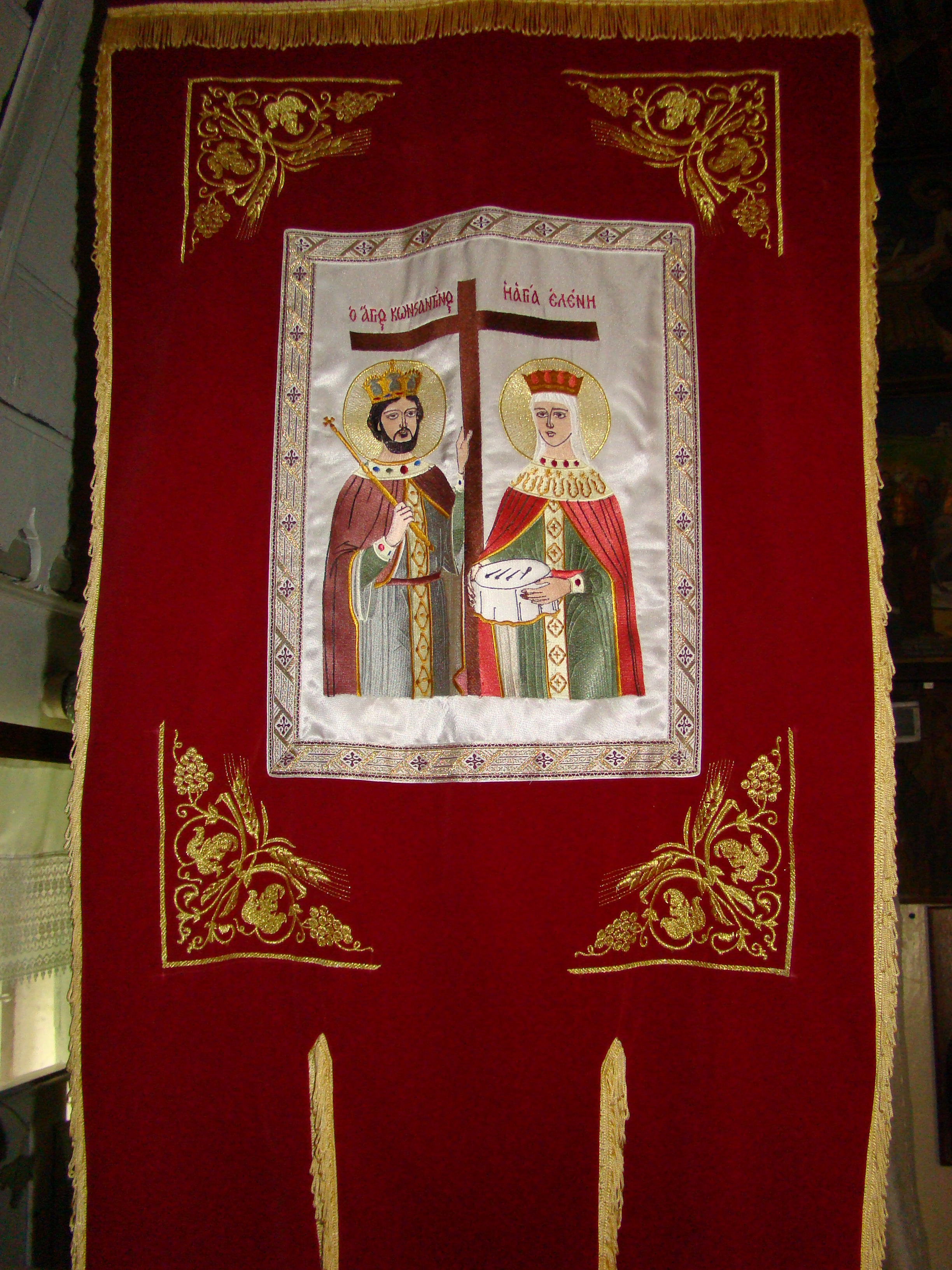
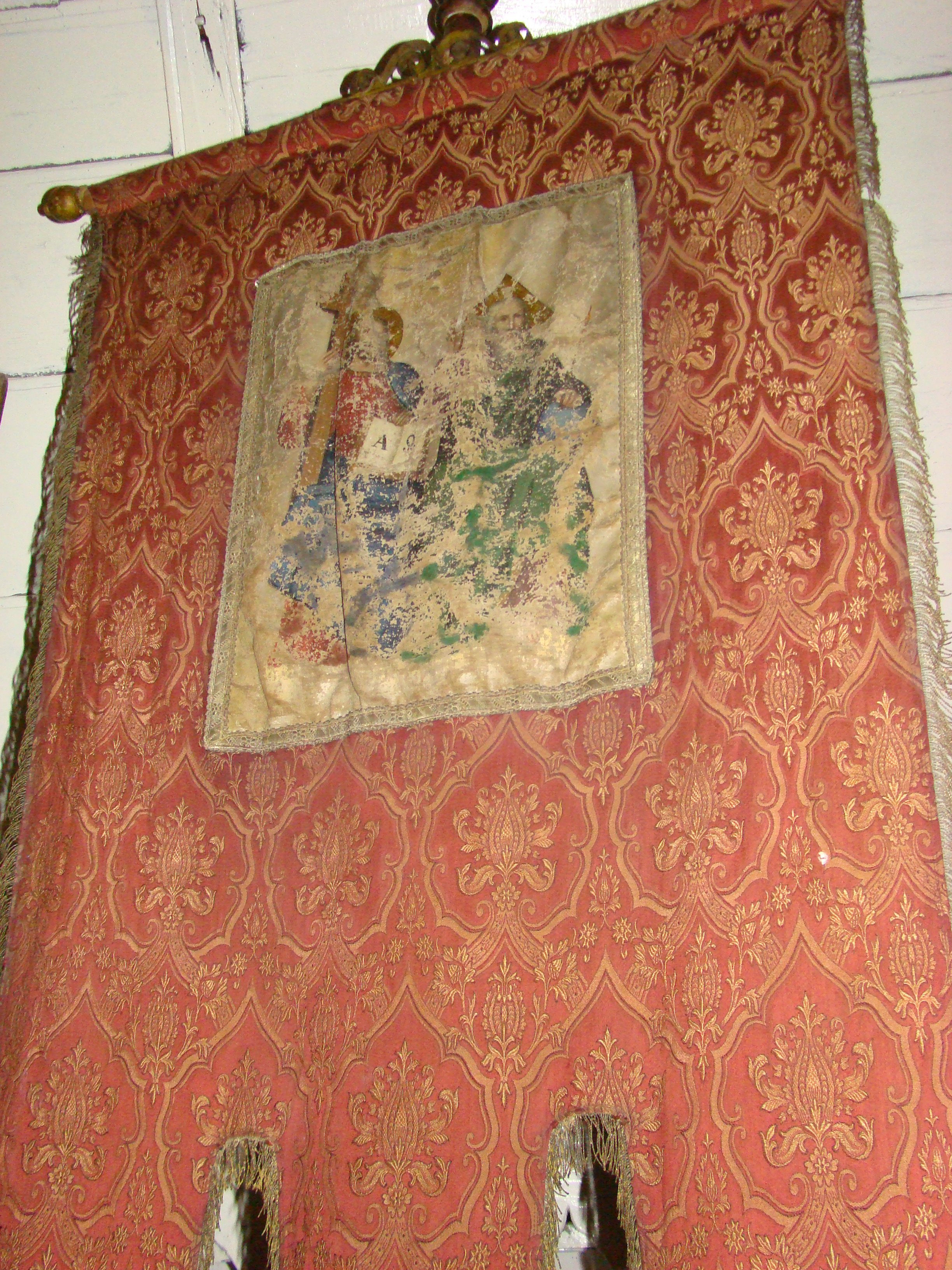
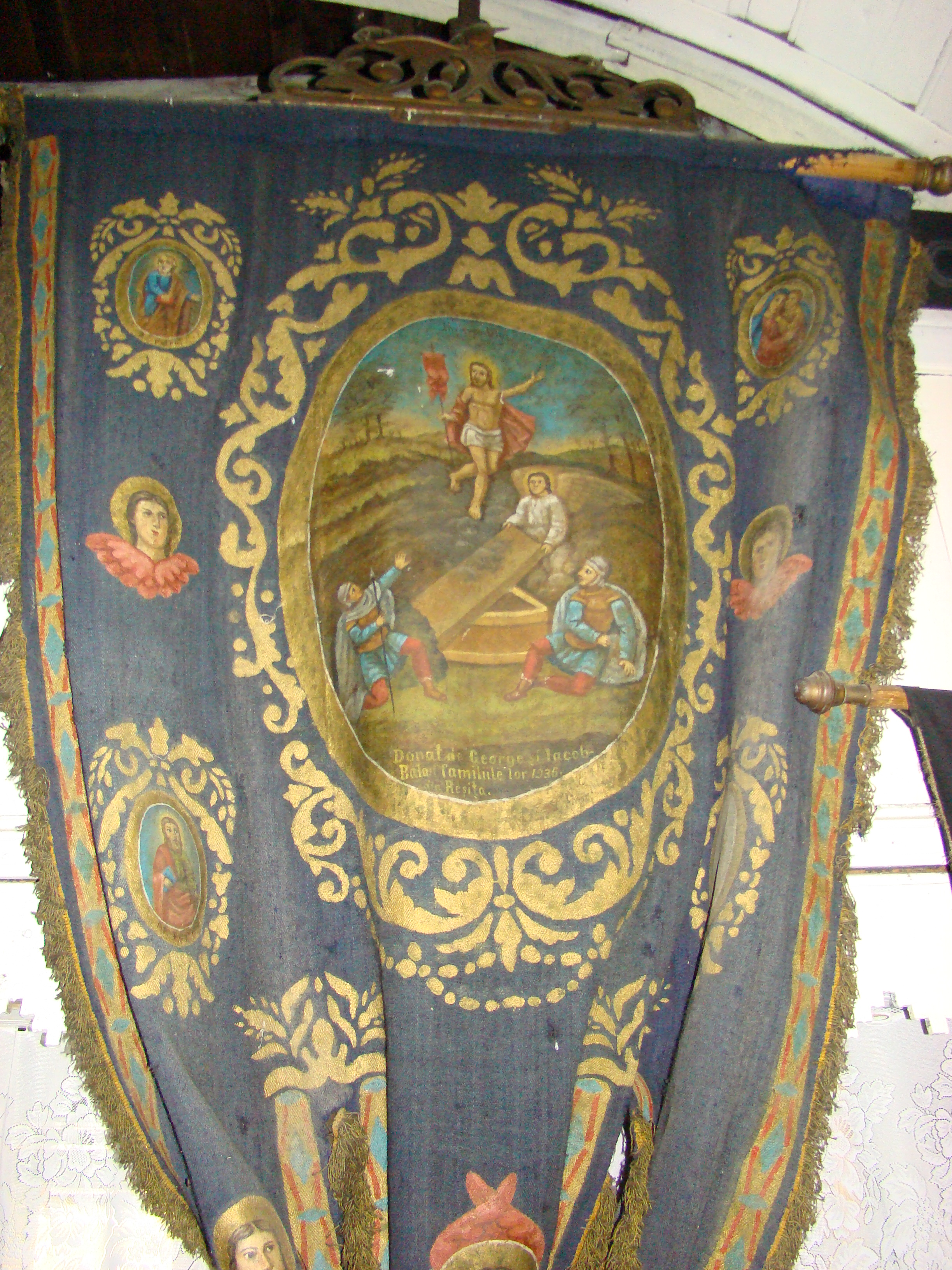
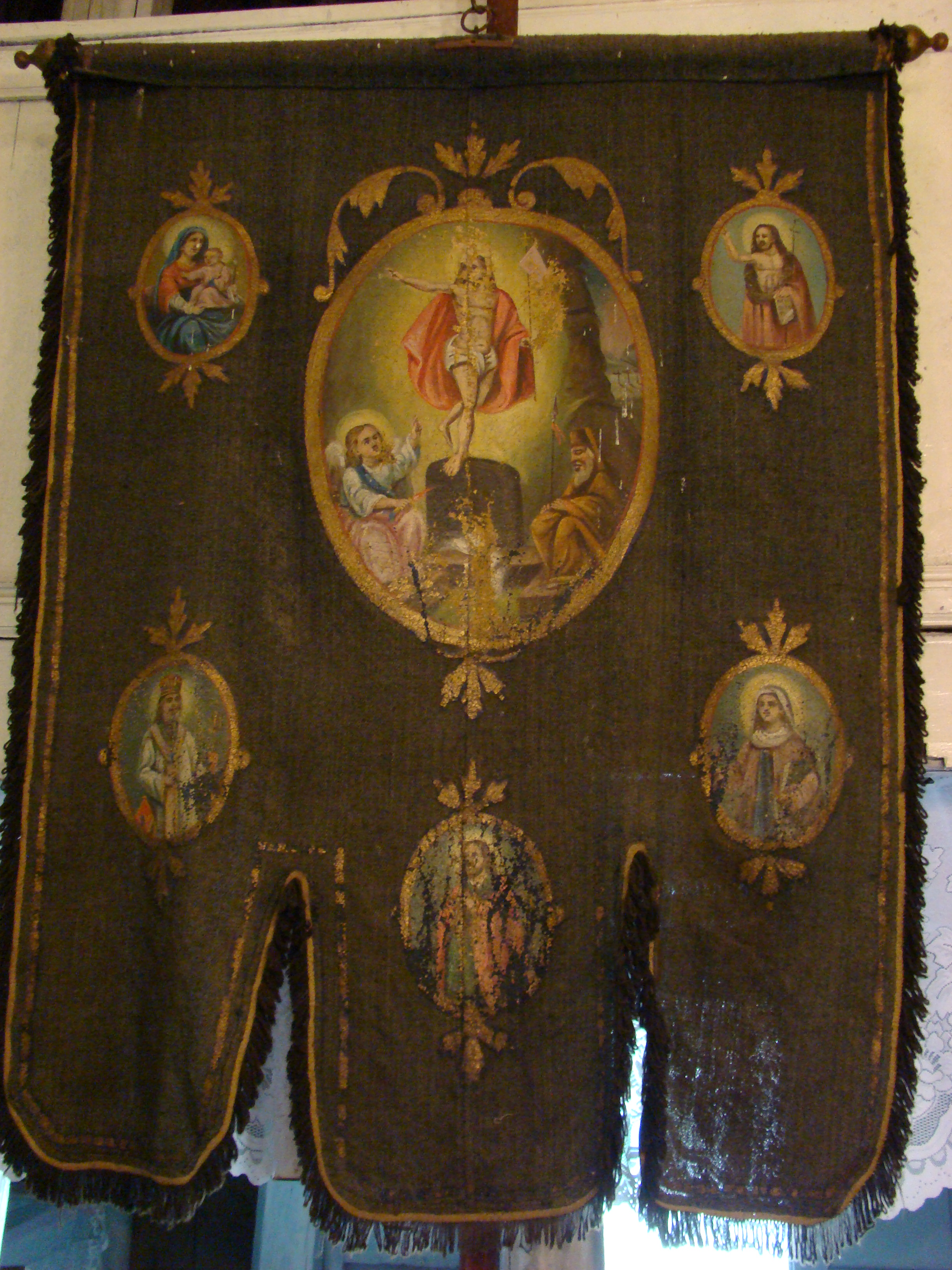
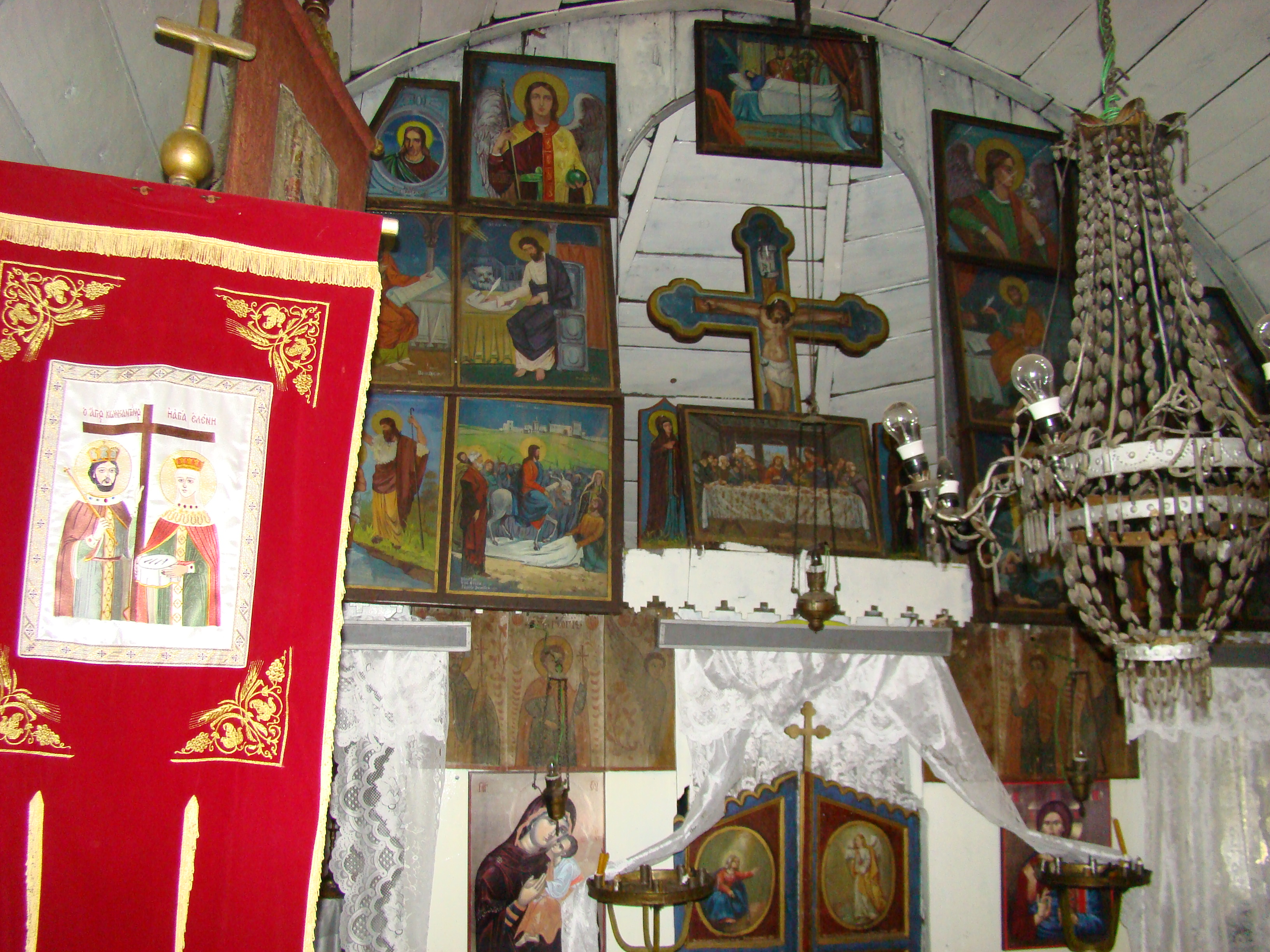